# Stratiot

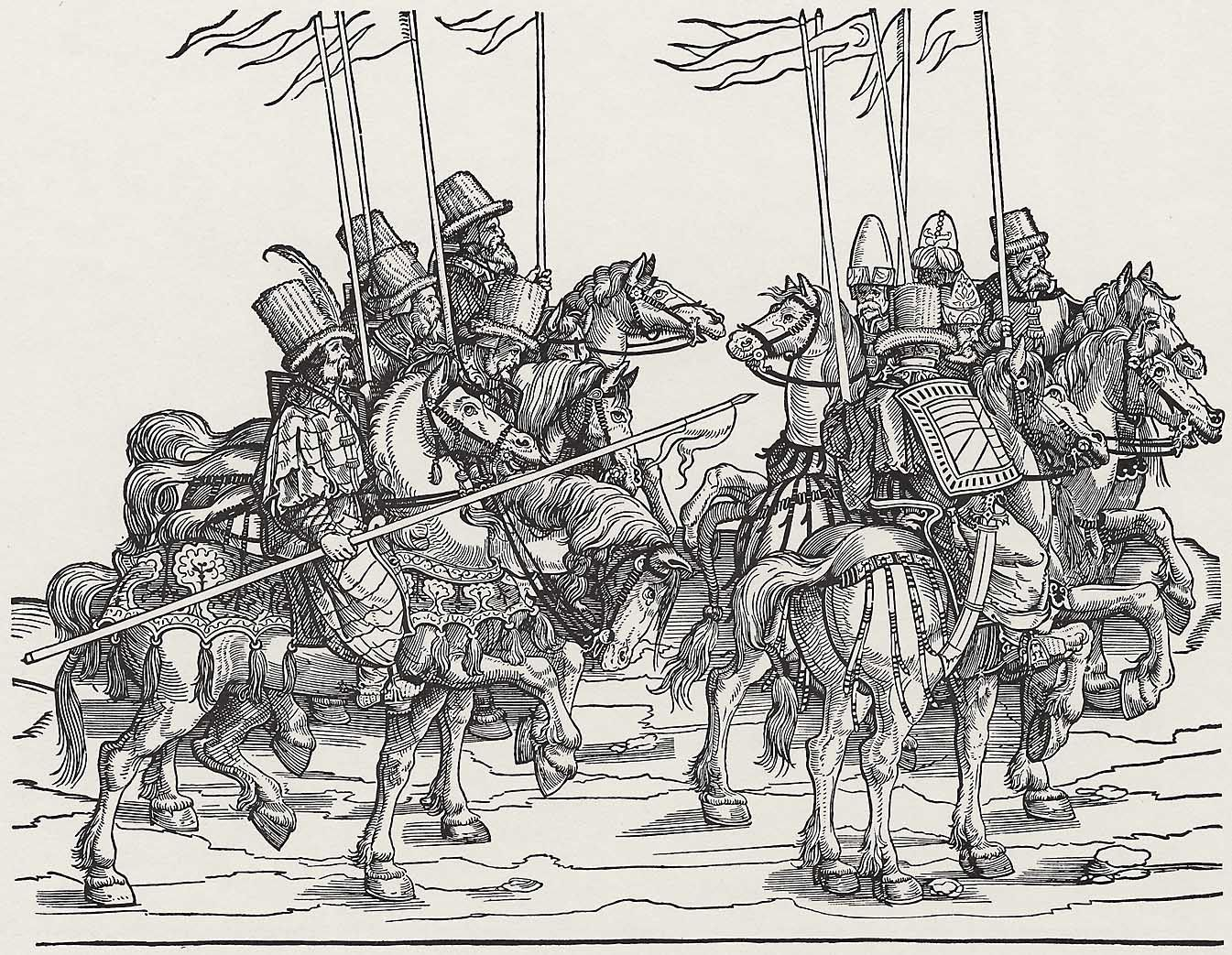
Urs Graf der Ältere (1530): Stradioten

Stratiot oder Stradiot (griechisch στρατιώτες stratiotes, albanisch Stratiotët, italienisch stradioto, stradiotto [Plural: stradioti, stradiotti]) ist die griechische Bezeichnung für Soldat. Stratioten waren Söldnereinheiten aus dem Balkan, die hauptsächlich vom 15. bis Mitte des 18. Jahrhunderts von den Staaten Europas rekrutiert wurden.

## Name
Der griechische Begriff στρατιώτης/-αι stratiotes/-ai wurde seit der Antike (800 v. Chr. bis ca. 600 n. Chr.) mit dem Sinn des „Bürgers, der kriegspflichtig ist und Kriegsdienste thut, der Krieger“ und später auch „der um Sold Kriegsdienste thut“ verwendet. Das gleiche Wort wurde dann im Römischen (8. Jahrhundert v. Chr. bis 7. Jahrhundert n. Chr.) und Byzantinischen Reich (395–1453) verwendet. In späteren byzantinischen Zeiten verstand man unter Stratiot einen Kavalleristen, dem der Kaiser ein militärisches Lehen zur Belohnung der erbrachten Militärdienste gewährte (Pronoia).
Der adelige dalmatinische Coriolano Cippico beschrieb in seinem Werk De Bello Asiatico, dass die Republik Venedig in allen Städten der Morea, die unter ihrer Herrschaft standen, viele Albaner mit ihren Pferden beschäftigten, die auf Griechisch Stratioten genannt wurden.
Ein griechischer Schriftsteller des späten 19. Jahrhunderts, Konstantin Sathas, schrieb den Ursprung des Namens Stratiot dem italienischen Wort Strada („Straße“) zu, in der Annahme, dass die Stratioten in Söldnerkompanien organisiert waren, die die Straße beschritten auf der Suche nach einem Engagement und Beschäftigung. Diese These scheint jedoch unsachgemäß zu sein. Die italienische Bezeichnung „Stradioti“ (Plural) ist eher eine Anlehnung des griechischen Wortes στρατιῶται (stratiótai), d. h. Soldaten.

## Herkunft und Abstammung

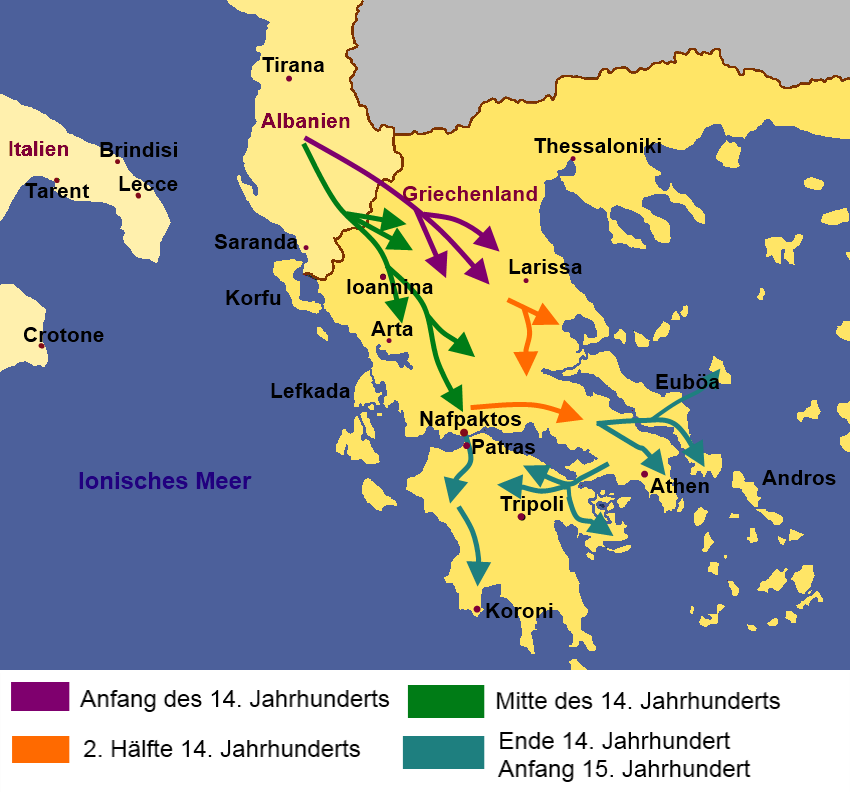
Albanische Auswanderung nach Griechenland zwischen dem 14. und 16. Jahrhundert

Venezianische Besitztümer in der Ägäis in der Mitte des 15. Jahrhunderts.

Ungewiss ist die ethnische Identität der Stratioten. Der italienische Geschichtsschreiber Paolo Giovio nannte sie Spartiaten, Achaier oder einfach Griechen, der italienische Dichter Torquato Tasso in Griechenland geborene Wanderer, der italienische humanistische Gelehrte Pietro Bembo Griechen und Epiroten, der italienische Autor Luigi da Porto Levantiner Albaner mit griechischem Namen, der italienische Historiker und Politiker Francesco Guicciardini Albaner und aus den umliegenden Provinzen Griechenlands Kommende, der venezianische Chronist und Senator Marin Sanudo berichtete, dass die Stratioten Leute waren, die lateinisch Epiroten, Griechen, Türken oder Albaner genannt wurden.
Nach einer Studie des griechischen Autors Kostas Mpires über die Namen der Stratioten geht hervor, dass etwa 80 % bis 90 % albanischer Herkunft waren, während der Rest slawischen (Kroaten) und griechischen Ursprungs war. Letztere betraf hauptsächlich die Kapitäne der Stratioten. Unter ihnen findet man Namen, wie Alexopoulos, Clada, Comnenos, Klirakopoulos, Kondomitis, Laskaris, Maniatis, Palaiologos (Paleologo), Psaris, Psendakis, Rhalles (Ralli), Spandounios, Spyliotis, Zacharopoulos usw. Andere, wie Soimiris, Vlastimiris und Voicha scheinen südslawischen Ursprungs gewesen zu sein.
Die modernen Autoren sind heute zu dem Schluss gekommen, dass es bei den Stratioten hauptsächlich um Griechen und Albaner aus Morea geht, wohin sie oder ihre Vorfahren zuvor aus nördlicheren Gebieten gezogen waren und Zuflucht im byzantinischen Despotat von Mistra und in den venezianischen Besitzungen in West- und Südgriechenland von Nafpaktos, Argos, Koroni, Methoni, Nauplion und Monemvasia fanden.
Die Stratioten, die im späten 15. und frühen 16. Jahrhundert nach Italien kamen, waren schon auf Morea geboren worden und die Vorfahren dieser Stratioten waren dort im späten 14. und frühen 15. Jahrhundert aus dem Epirus eingewandert und lebten dort in Sippengemeinschaften. Angesichts der mageren und schlechten Bedingungen der Erde, arbeiteten sie als Hirten und Pferdezüchter. Im 15. Jahrhundert gehörte zu dieser ethnischen Zugehörigkeit etwa ein Drittel der Bevölkerung von Morea. Seit 1402 gibt es Hinweise in venezianisch-levantinischen Dokumenten von Albanern auf der Insel Euböa. In einem Dokument von 1414 erscheint erstmals die Bezeichnung Stratiot, mit der Mitglieder der auf der Insel lebenden albanischen Gemeinschaften gemeint waren, die mit einem Pferd ausgestattet in der Lage waren, die Insel im Falle eines Angriffs zu verteidigen. (Siehe: Die Albanische Besiedelung Griechenlands)

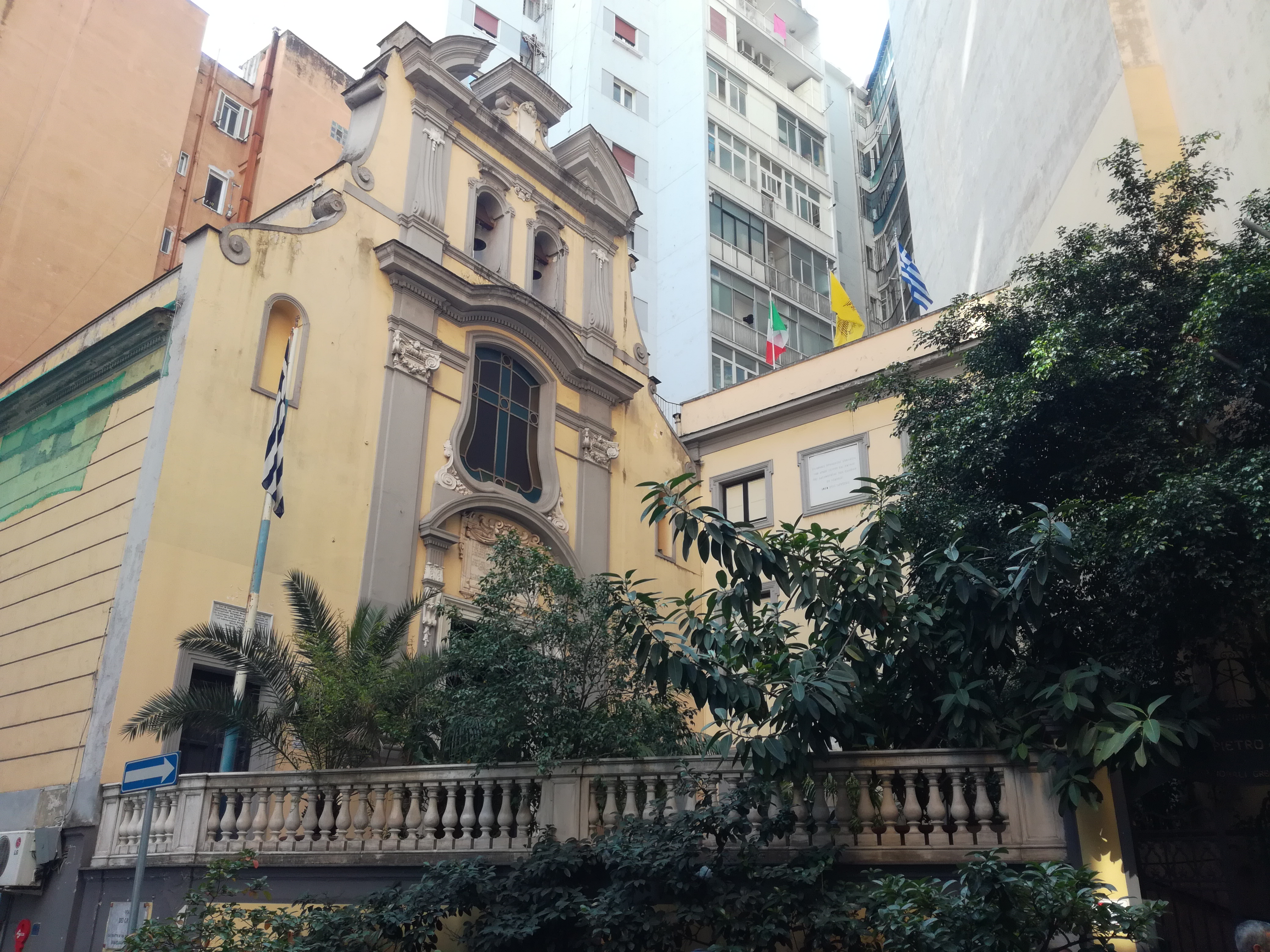
Chiesa dei Santi Pietro e Paolo dei Greci in Neapel

Es muss auch beachtet werden, dass die aus dem venezianischen Griechenland kommenden Stratioten nach zwei Generationen hellenisiert oder sogar italianisiert waren. Da viele unter griechischen Kommandanten und zusammen mit griechischen Stradioten dienten, dauerte dieser Prozess weiter an. Ein weiterer Faktor in diesem Assimilationsprozess war die aktive Beteiligung der Stradioten und ihrer Familien an den griechisch-orthodoxen oder griechisch-byzantinischen Kirchengemeinden in Neapel, Venedig und anderswo. In Venedig wandten sich die Griechen an die griechisch-orthodoxe Kirchengemeinschaft, die sich zuerst in der Chiesa San Biagio und ab 1561 in der Chiesa San Giorgio dei Greci traf und die Albaner an die katholische griechisch-byzantinische Kirchengemeinde, die sich in der Chiesa San Maurizio versammelte. In Neapel kam die griechisch-albanische Bevölkerung in der Chiesa dei Santi Pietro e Paolo dei Greci  zusammen.
Der französische Historiker Philippe de Commynes berichtete wiederum, dass die Stratioten von Anfang an alle Griechen waren und von jenen Orten kamen, die den Venezianern gehörten; die einen von Nafplio auf Morea, die anderen aus Albanien in der Nähe von Durrës und, dass die Signoria von Venedig großes Vertrauen in sie hatte und sie sehr benutzte. Venedig machte sich keine großen Probleme daraus, was ethnische Unterschiede oder Herkunftsgebiete anging. Sie qualifizierten sie einfach als Stratioten. Bemerkenswert war allerdings die Rivalität und Intoleranz zwischen den Griechen und den Albanern, was oft zu Gehorsamsverweigerung führte, besonders im Hinblick auf Kommandanten, die der rivalisierenden Nationalität angehörten, was für Venedig eine ständige Sorge war.
Als die Republik Venedig 1534 die letzte der oben genannten griechischen Besitzungen, Koroni, an die Osmanen verlor, wurden Stradioten aus den dalmatinischen Besitzungen angeheuert.

## Geschichte
Zum ersten Mal taucht die Bezeichnung Stratiot im Zusammenhang mit der tiefgreifenden Reform des byzantinischen Militärwesens im 7. Jahrhundert auf als die Verteidigung der östlichen und afrikanischen Provinzen (Ägypten, Syrien und Africa) unter dem Ansturm der Sarazenen innerhalb kurzer Zeit zusammenbrach und sich herausstellte, dass die spätrömische Heeresorganisation, die sich vor allem auf Söldner stützte, den Anforderungen nicht gewachsen war.
Als die Kreuzfahrer während des Vierten Kreuzzuges (1204) in die Gebiete des Byzantinischen Reiches vordrangen und Konstantinopel durch französisch-flämische Kreuzfahrer und Venezianer geplündert und erobert wurde, wurde der Begriff Stratiot auch bei den westlichen Völkern bekannt. Seine Bedeutung hatte sich jedoch im 12. und 13. Jahrhundert entscheidend geändert. Stratioten hießen nun einheimische Söldner, die zu verschiedensten in der Romania beheimateten Völkern gehörten. So gab es in den Balkanländern griechische, albanische, walachische und slawische Stratioten. Auch muslimische Soldaten osmanischer Herkunft, die sich in Kleinasien angesiedelt hatten, wurden als Stratioten bezeichnet. Diese Söldner unterschiedlichster Herkunft dienten zumeist als leichte Reiter in den Fürstentümern und Herrschaften des ägäischen Raumes, später auch in europäischen Ländern. Als „Heimatvertriebene“, die im Kampf gegen die Osmanen Heimat und Familie verloren hatten, führten sie am liebsten Rachekriege gegen die Osmanen, kämpften aber für jeden, der sie bezahlte. Ihre Tapferkeit war sprichwörtlich und ihre Grausamkeit berüchtigt.
Die Konsolidierung des Feudalismus im Hochmittelalter (Anfang/Mitte des 11. Jahrhunderts bis ca. 1250) und die Interessenkämpfe zwischen den Feudalherren hatten Westeuropa in ein Feld lokaler Kämpfe verwandelt. Die Organisation der Truppen beruhte hauptsächlich auf der Ausbildung der Militäraristokratie und auf die Bindung der Herren mit ihren Vasallensoldaten. Der Aufstieg der Regionalstaaten und die allmähliche Konzentration der Macht in den Händen der großen dynastischen Monarchien veränderten die Kriegsverfahren grundlegend.
Niccolò Machiavelli wies in seinem Buch Il principe (Der Fürst) darauf hin, dass „ein Fürst kein anderes Objektiv und keinen anderen Gedanken oder Beruf haben darf als den Krieg […] und es ist klar zu sehen, dass, wenn Fürsten mehr an Zartheiten gedacht haben als an die Waffen, sie ihren Status verloren haben […].“
Unabhängig von Machiavellis Theorie wurden die oben erwähnten steigenden Bedürfnisse der Staaten durch die Umwandlung in Militärtechnologie und mit dem Einsatz neuer Waffen (Kanonen, mobile Artillerie und später Gewehre und Pistolen) gedeckt. Dazu kamen die Rekrutierung von Söldnern, Experten in der Kunst des Krieges, mit neuen militärischen Taktiken und eine allmähliche Bildung von dauerhaften Armeen.

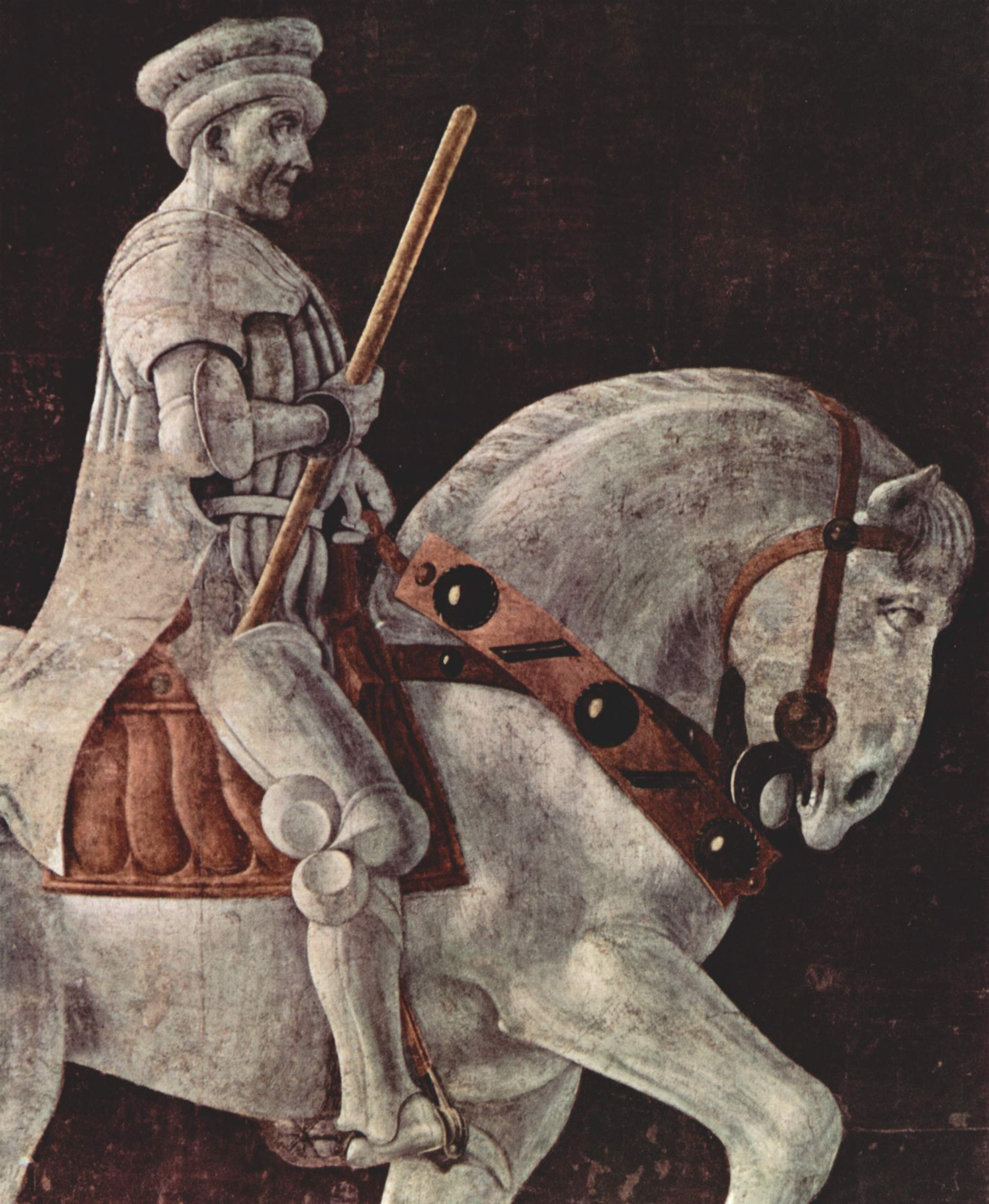
Paolo Uccello: John Hawkwood, Fresko im Dom von Florenz (ca. 1397)

In Italien entstand ein florierender Kriegsmarkt. Bis zur Mitte des 14. Jahrhunderts war Italien ein großzügiger Söldnerimporteur, der vor allem aus Deutschland aber auch aus anderen europäischen Ländern, wie z. B. die Soldaten der Schweizerischen Eidgenossenschaft (Reisläufer) rekrutierte. 1360 stand der englische Condottiere John Hawkwood im Hundertjährigen Krieg im Dienst der Stadt Pisa gegen Florenz.
Das Aufkommen von organisierten modernen Staaten, die über neue Instrumente verfügten und deren Ambitionen sich nicht nur auf die Durchsetzung ihrer Souveränität ihrer Territorien beschränkten, sondern auch versuchten, ihre Vorherrschaft über ganz Europa auszuweiten, machten es ab dem Spätmittelalter (ca. 1250 bis ca. 1500) notwendig, besser ausgebildete und organisierte Armeen zu bilden. In der zweiten Hälfte des 14. Jahrhunderts behaupteten sich in Italien die Condottieri (Plural von Condottiere), die sogenannten „Capitani di ventura“ (Kommandeure einer privaten Söldnerkompanie), die in kurzer Zeit die unumstrittenen Protagonisten des Krieges auf der Italienischen Halbinsel wurden.
Wer es sich leisten konnte, rekrutierte die teuren westeuropäischen Söldner, wie Italiener, Deutsche, Schweizer usw. Bei den Schweizern war es wegen eines Solidaritätskodexes innerhalb der Schweizerischen Eidgenossenschaft nicht immer einfach diese anzuheuern, da sie nie zu den Waffen griffen, wenn ein Kontingent von Landsleuten bereits in den Reihen der Feinde war. Ansonsten begnügte man sich mit „Surrogaten“, wie den Stratioten, die sich wegen ihrer besonderen Kriegstaktik (wie weiter unten beschrieben) im Laufe der Jahrzehnte als ebenso tüchtig erwiesen.
Diese Stratioten galten als „meistens“ getreu dem Herrn, der sie bezahlte. Marin Sanudo unterstrich in seinem Werk La spedizione di Carlo VIII in Italia ihre Treue der Republik Venedig gegenüber: „[…] Bernardo Contarini bestieg bewaffnet mit allen Stratioten sein Pferd […] und ließ alle schwören, zu Ehren der Signoria sterben zu wollen […] und schreiend: Markus! Markus! [gemeint ist die Republik Venedig] Heiliger Georg! Heiliger Georg! [gemeint ist der Schutzheilige der Stratioten] ritten sie weg.[…]“
Andere Faktoren, die die Stratioten von anderen Söldnern unterschieden, waren ihre Kondition als Flüchtlinge; in der Tat wurden sie von ihren Familien und ihrem Geistlichen an die Einsatzorte begleitet und an oder in der Nähe ihres Dienstortes angesiedelt.
Bei „gutem Benehmen“ wurden ihnen Privilegien, Ehren und Land gewährt. Verleihungen von vererbbaren Titeln (meist Ritter) und eine lebenslängliche Versorgung (Rente) gab es für diejenigen, die sich auszeichneten. Dies wird sowohl durch die Titel belegt, die ihre Anführer ansammelten als auch durch Gedichte in griechischer und italienischer Sprache, die ihre Heldentaten behandelten. Zu nennen sind hier die „Lance spezzate“ (gebrochene Lanzen), bewaffnete Männer, die aus verschiedenen Gründen (Desertion, Tod) ohne Kapitän geblieben waren, direkt vom Staat rekrutiert und in Kompanien unter der Führung der von diesen ernannten Kapitäne organisiert wurden. Die „Lance spezzate“ erhielten für ihre Tugend und Treue das Privileg, im ganzen Reich Waffen tragen zu dürfen und das bis in die Wohnungen des Fürsten.
Es scheint allerdings, dass die Stratioten Auszeichnungen und Privilegien über die Bezahlung zu schätzen wussten, denn sie suchten bei der venezianischen Regierung Gefälligkeiten in Form von Paraden, um ihre Fähigkeiten mit Waffen umzugehen zu bekunden, was die frugale Regierung auch gerne bewilligte. Pietro Bembo beschreibt die Stratioten in seiner Istoria Viniziana folgendermaßen: „[…] und in diesen [eisigen] Tagen im Canal Grande der Stadt [Venedig im Jahr 1491] […], wo es auf die gefrorenen Wasser geschneit hatte, ritten einige Stratioten zu Pferd mit Speeren aus Spaß einer gegen den anderen […]“
Was die Bevölkerung in den westeuropäischen Ländern auch beeindruckte, waren die Tänze und Lieder der Stratioten: der Rhythmus des Tsamikos-Tanzes, den die Vorfahren der Stratioten aus dem Epirus in den Süden der griechischen Halbinsel gebracht hatten, und die melancholischen eintönigen Lieder, die sie selbst auf Morea gelernt hatten.
Leichte Kavallerienkompanien von Stradioten fand man im Dienste einer Reihe von europäischen Staaten, wie in der Republik Genua, im Herzogtum Mailand, im Herzogtum Florenz, im Königreich Neapel, in Großbritannien, Frankreich, in den spanischen Niederlanden, im Heiligen Römischen Reich und im Zarentum Russland. Im 16. Jahrhundert waren sie auf Zypern, in Venedig, Mantua, Rom, Neapel, Sizilien und in Madrid anwesend, wo sie sowohl ihre Projekte als auch ihre Beschwerden vorbrachten, um Fässer Schießpulver oder um anderes baten, immer herrisch arrogant und immer bereit für einen Kampf.

## Rekrutierung und Einordnung
Die Stratioten organisierten sich nur in wenigen Fällen unter einem Kapitän in echte Kompanien. Zu nennen sind hier die Kapitäne Gjok Stres Balšić (1460), Ivan Strez Balšić (Bruder von Gjok Stres Balšić) (1460), Georg Kastriota, genannt Skanderbeg (1460) im Königreich Neapel (Siehe: Skanderbegs militärischen Unternehmen im Königreich Neapel) und der griechisch-albanesische Mercurio Bua (1495, 1513) im Sold der Republik Venedig.
Normalerweise wurden die Stratioten direkt von den Venezianern unter der lokalen Bevölkerungen von Morea und besonders unter den albanischen Sippengemeinschaften rekrutiert und per Schiff an den Lido von Venedig transportiert. Marin Sanudo schrieb in seinen Tagebüchern: „[…] als man den Vorteil der Stratioten sah, wurde die Sache in den „Consiglio dei Pregadi“ [Senat] aufgenommen und entschieden nach Morea zu fahren, um sie zu registrieren und in Sold zu nehmen. […]“
Die Kompanien wurden von Sippenmitgliedern geführt, deren Namen sich vom 15. bis zum 16. Jahrhundert wiederholten. Unter ihnen zu nennen sind die albanischen Familiennamen, wie Bua, Busicchio, Manes und die griechischen Familiennamen, wie Ralli, Clada und Paleologo. Es entstanden regelrechte Dynastien, jede mit seinem eigenen erblichen Treuesystem. In einigen von ihnen ist zu beobachten, dass die Anführer und die meisten Soldaten den gleichen Nachnamen trugen und die Führung vom Vater auf den Sohn überging.

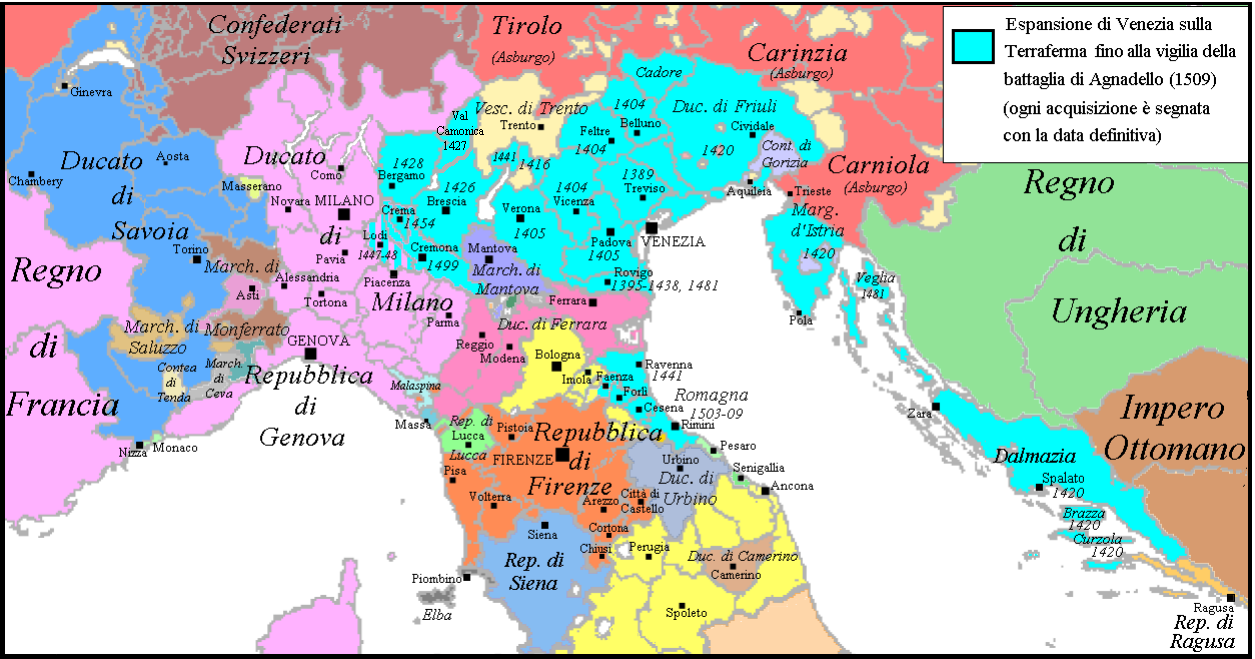
Die maximale Ausdehnung der venezianischen Gebiete von Terraferma, zu Beginn des 16. Jahrhunderts (am Vorabend der Schlacht von Agnadello)

Die Familienkontinuität der Anführer entstand auch durch die Politik der Republik Venedig, die systematisch die Konsolidierung der „erblichen Treue“ durch Gewährung von Renten an Witwen und Waisen förderte. Die Republik Venedig verlieh an die Stratiotenanführer niemals Adelstitel oder Lehen, im Gegensatz zu denen, die vom Königreich Neapel angeworben wurden. Die höchste Auszeichnung an die Verdienstvollsten wurde der ehrenamtliche Titel „Ritter von San Marco“ verliehen, der nicht zu einem echten Ritterorden gehörte. Wie Marin Sanudo in seinen Tagebüchern schrieb, erhielten 1483 einige dieser Stradiotenführer diesen Titel: „[…] Die Stratioten wurden entlassen und mit unseren [venezianischen] Schiffen nach Morea geschickt, wo sie an Land gebracht wurden. 50 von diesen Anführern wurden von unserem Fürsten zu Rittern von San Marco ernannt. Sie erhielten das Ordenszeichen im Falle unseres Bedürfnisses, sie zum Zurückkehren zu bewegen. Sie bedankten sich sehr und boten an, auch andere kommen zu lassen, wenn unsere Signoria sie bräuchte. […]“
Diese dynastischen Stammesoberhäupter der Stratioten unterstanden jedoch einem oder mehrerer „Provveditori agli stradioti“ (Vorgesetzte der Stratioten). Dies waren die einzigen Patrizier, die offiziell von der Republik Venedig mit einem Amt, dem des Kommandanten der Truppen der „Terraferma“ betraut wurden.

## Aussehen
Die Quellen, die das Aussehen der Stratioten beschreiben, stimmen im Allgemeinen überein. Sie sahen wirklich sehr seltsam aus, trugen lange Bärte nach balkanischer Art oft in zwei Spitzen geteilt und lange Haare in Zöpfen geflochten, was den Stratioten bei den Schweizern vielleicht den Spitznamen „Teufelskopf“ einbrachte.
Der französische Chronist Jean Molinet beschreibt die Stradioten folgendermaßen: „Die Stradioten im venezianischen Heere sehen sehr fremdartig aus, sie tragen lange Bärte.“
Eine interessante Beschreibung von ihrem Aussehen bietet uns Jacopo Melza, Notar aus Brescia, der die Stradioten zur Zeit des Krieges von Ferrara (1482–83) sah: „Leute zum Teil Albaner zum Teil Griechen und einige Osmanen, die mit ihren Bärten, die sich unter den Lippen des Mundes auf dem Kinn und unter der Nase über den Lippen des Mundes gabelförmig teilen, sehr schlecht aussehen.“
Ein Bild der Stratioten befindet sich in Form einer Deësis aus dem Jahr 1546 in der Chiesa San Giorgio dei Greci in Venedig. Nach der Inschrift waren die Auftraggeber und Spender des Werkes die Stratiotenbrüder Ioannis und Giorgios Manessis, Söhne von Comin.

## Ausrüstung

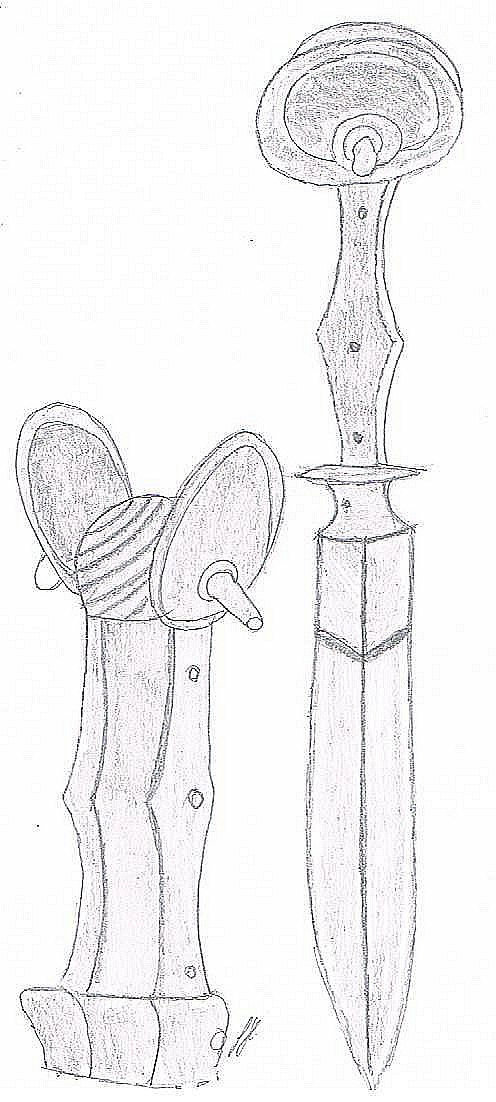
Ohrendolch

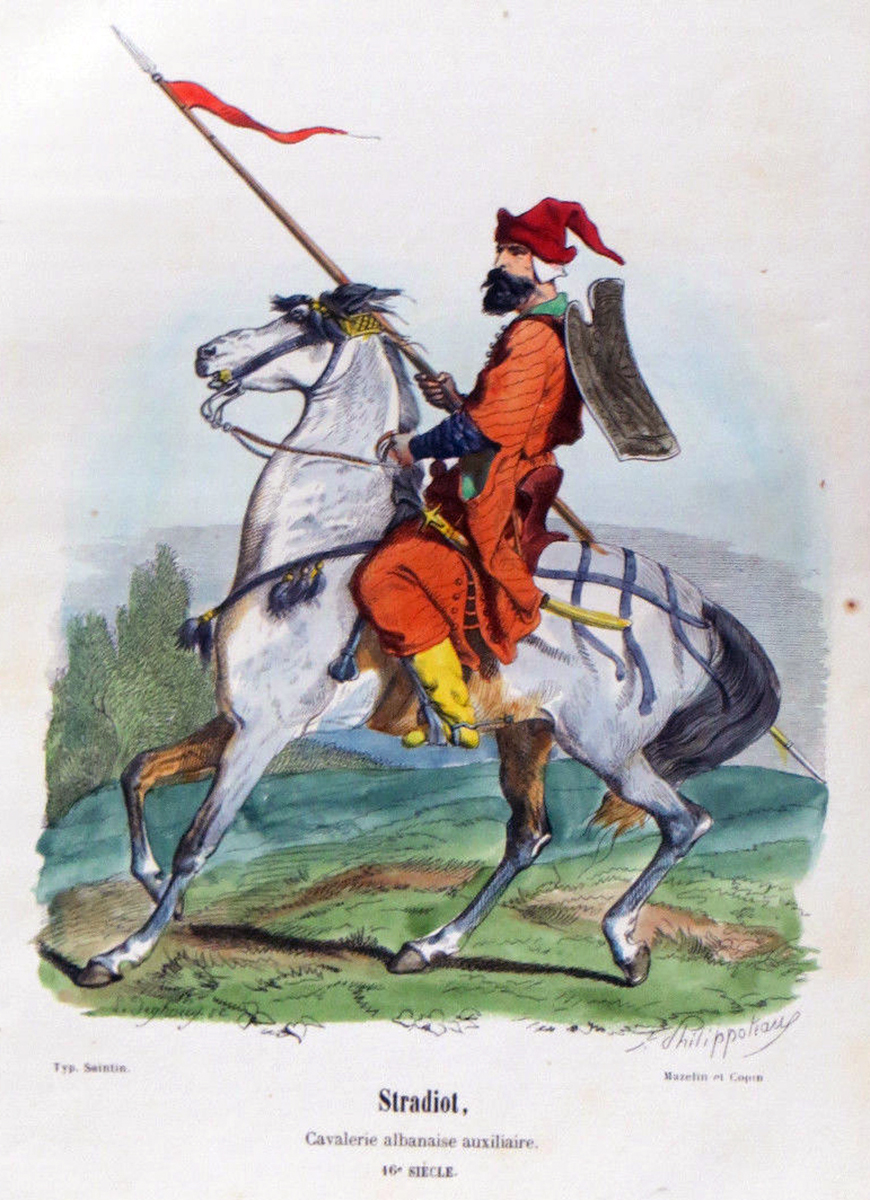
Félix Philippoteaux (um 1850): Stradiot im 16. Jahrhundert

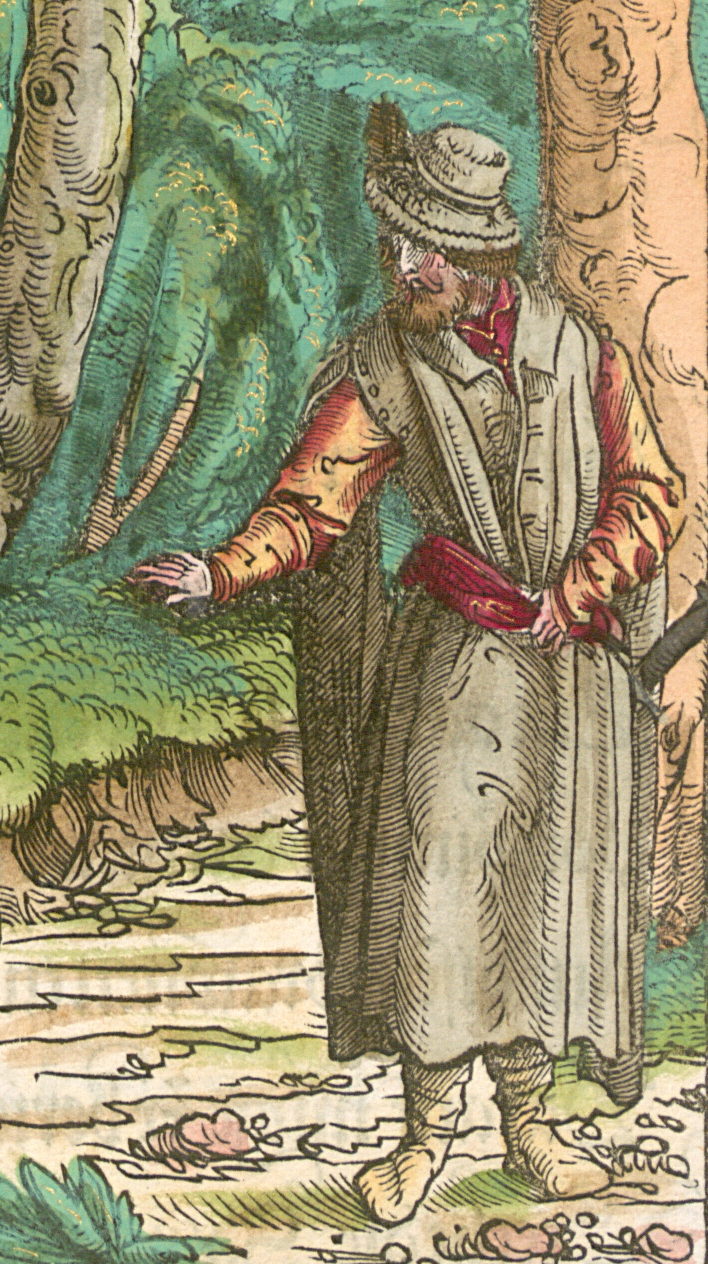
Stradiot mit charakteristischem Hut mit langem Büschel

Im Gegensatz zu den Rittern der Zeit, die meist schwere Rüstungen trugen, waren die Bekleidung und Ausrüstung der Stratioten ziemlich einfach. Als leichte Kavallerie trugen die Stratioten als Kampfgewand eine Mischung aus orientalischer und byzantinischer Tracht ohne Turban, ein Cape und einen kleinen Hut oder einen leichten Helm. Ihre Waffen waren eine bis zu 4 m lange, an beiden Enden mit Eisen beschlagene Wurflanze, lange gebogene osmanische Säbel (Kilidsch), Schlegel, Ohrendolche und später auch Gewehre oder Pistolen.
Die albanischen und dalmatinischen Stradioten (Chevaulegers), die bis zum 17. Jahrhundert im Dienst der Republik Venedig standen, wurden wegen ihrer charakteristischen spitzen Kopfbedeckung auch Cappelletti (Sing. Cappelletto) bezeichnet. Dieser Hut war innen mit mehreren zusammengeklebten Papierblättern verstärkt, die eine überraschende Widerstandsfähigkeit gewährleisteten.
Coriolano Cippico berichtete, dass die Stratioten von Natur aus sehr räuberisch und eher für Überfälle als für Kämpfe geeignet waren. Sie waren mit Schild, Schwert und Speer ausgestattet, wenige mit einem Brustharnisch; andere trugen einen mit Baumwolle wattierten langen Soldatenrock, der sie vor den Hieben des Feindes schützte. Tapferer als alle anderen seien die von Nafplio gewesen.
Nach Jean Molinet waren die Stratioten ohne Rüstung und ohne Fussbekleidung und führten einen Schild in der einen und eine Halblanze in der andern Hand. Ein flatterndes Fähnchen am oberen Ende der Lanze diente ihnen als Feldzeichen.
Nach Philippe de Commynes ging es bei den Stratioten um ungehobelte Leute, die wie die Janitscharen bekleidet waren: „zu Fuß und zu Pferd wie die Türken außer dem Kopf, wo sie nicht das Tuch tragen, das Turban genannt wird“.
Jacopo Melza berichtete zur Zeit des Krieges von Ferrara, dass die Stratioten nicht wie die anderen Soldaten bekleidet waren, sondern nach ihrer Mode nur mit einem langen wattierten Gewand. Mit ihren Pferden, die mit kurzen Steigbügeln ausgerüstet waren, ritten sie ohne Haltung über Land. Jeder Stratiot hatte ein Krummschwert nach osmanischer Art.
Laut dem Flugblatt des deutschen Buchdruckers Hans Guldenmund trugen die Stratioten lange Reitermäntel ohne Ärmel, eine zylinderähnliche Kopfbedeckung und waren mit kleinen runden Lederschilden, leichten Lanzen oder zweispitzigen Speeren sowie möglicherweise auch mit Bogen oder Armbrust ausgestattet. Unter den Reitermänteln trugen sie am Gürtel befestigt einen Dolch, was beim Nahkampf einige Unannehmlichkeiten verursachen konnte.
Sanudo berichtete, dass die Stradioten Griechen waren und Soldatenröcke aus Baumwollgarn, die auf ihre Art und Weise genäht waren und Hüte trugen, mehrere auch Leibbinden. Die Stradioten wurden als abgehärtete Leute beschrieben, die das ganze Jahr über mit ihren großen türkischen Pferden im Freien schliefen. Die Pferde waren für harte Arbeit geeignet und waren an hohe Geschwindigkeit gewöhnt. Die Stratioten blieben permanent auf ihren Pferden, die kein Heu fraßen wie die italienischen. Als Waffen trugen sie in der Hand eine Lanze und einen Streitkolben und an ihrer Seite ein Schwert.
Nach Luigi da Porto hatten die Stratioten „seltsame Bekleidung und Waffen; […] ihre Schuhe sind aus Schnur, und das Gewand reicht bis zu den Fersen […]“
Die Stratioten übernahmen mit der Zeit westliche Waffen und Gewänder je länger sie in Westeuropa und in den venezianischen Territorien des Balkans und der Levante in Dienst waren. In den italienischen Kriegen (1494–1559) verstärkte sich der Einsatz von Rüstungen und Helmen und die Bedeutung des Schildes verlor zunehmend an Bedeutung. In Frankreich behielten die Stratiotenkompanien, die unter Ludwig XII. Ende des 15. Jahrhunderts dienten, ihre traditionelle Bewaffnung. Bis zur Zeit Heinrichs III. (1574–1589) passten sie sich den königlichen Vorschriften an, die zu einem besseren Schutz des Körpers mit komplexeren und schwereren Rüstungen führte.
Laut Sanudo aßen sie wenig und gaben sich mit allem zufrieden, Hauptsache ihren Pferden ging es gut. Die besten Exemplare kosteten zwischen 100 und 200 Dukaten. Die Stratioten züchteten diese Pferde selbst und, wenn das militärische Abenteuer vorbei war, kam es häufig vor, dass sie ihre Pferde für einen guten Preis an die italienischen Ritter verkauften. Sanudo beobachtete erstaunt, dass diese Stratioten wie ihre Pferde mit hoch erhobenem Haupt kämpften, während man in Europa die Pferde seit Jahrhunderten damit abrichtete, mit gesenktem Kopf zu kämpfen, damit sie dem Reiter während des Angriffs das geringste Hindernis boten. Außerdem verwendeten die Stratioten sehr kurze Steigbügel, um eine größere Beweglichkeit zu gewährleisten und Sättel für lange Ritte.

## Taktik

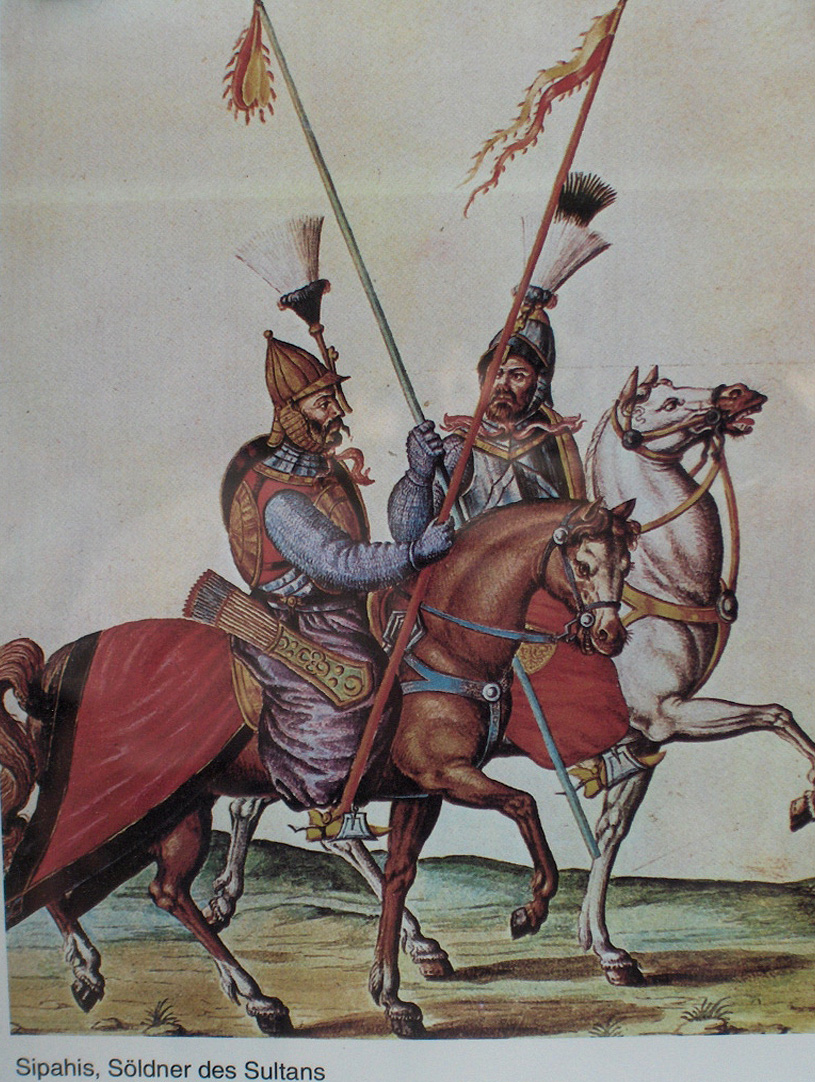
Sipahis

Der Ruhm der Stratioten war hauptsächlich auf den Einsatz von östlichen militärischen Taktiken (ohne Regeln) zurückzuführen, die sie nach Westeuropa importierten. Die Chroniken, die die Stratioten erwähnen, beschreiben sie als sehr mutig, widerstandsfähig, habgierig und unzivilisiert. Die Kampfart dieser Männer, die von westlichen Truppen nicht erreicht wurde, entpuppte sich aus einer angeborenen Feindseligkeit der Balkanvölker, die durch die lang anhaltende Kriegsführung mit dem par excellence Grausamen des modernen Zeitalters, den Osmanen, sicherlich noch verstärkt wurde. Die leichte Kavallerietaktik der Stratioten entsprach denen der Sipahi und Akıncı der osmanischen Kavallerie, die durch hohe taktische Beweglichkeit und Geschwindigkeit charakterisiert war. Zu nennen sind hier überfallartige Angriffe, Hinterhalte, Gegenangriffe, Landeszerstörung und Scheinrückzüge, in der ein Rückzug simuliert wurde, um den Feind dazu zu bringen, die Heerscharen durcheinander zu bringen und in die Verfolgung der Stratioten zu stürzen; danach gruppierten sich die Stratioten wieder und griffen in einem Halbkreis von der Seite den Feind an.
Ein Beispiel dieser Taktiken wird von Sanudo beschrieben: „[…] Die Hüter von Lecce, die nicht bereit waren, zu gehorchen, schädigten uns [Venezianer], vor allem wurden 500 Stratioten dazu gezwungen, sich zu verstecken. Diese schickten 30 [Stratioten mit ihren] Pferden in die Nähe der Tore von Lecce. Bei diesem Anblick, kamen die Feinde [Leccesi] heraus und unsere [Stratioten] gaben vor zu flüchten und wurden daraufhin vor die Stadt verfolgt. Die Stratioten umzingelten sie verprügelten allesamt und ließen hinter sich Verwundete und Tote. […]“
Im Allgemeinen wird dieses Bild von Torquato Tasso im ersten Gesang von Befreites Jerusalem bestätigt und vervollständigt: „Zweihundert Griechen kommen dann gezogen, Mit Eisenrüstung wenig nur beschwert. Auf ihrem Rücken tönen Pfeil und Bogen, An einer Seite hängt ein krummes Schwert. Die Rosse, schlank, bei magrer Kost erzogen, Sind rasch im Lauf, im Dienste wohl bewährt. Zum Angriff schnell, schnell sich zurückzuziehen, Ficht dieses Volk zerstreut und noch im Fliehen.“
Luigi da Porto beschreibt diese Stradioten in seinen Lettere storiche (historischen Briefen) folgendermaßen: „[…] auf der einen Seite [die Aufstellung] zerstreut, greifen sie sofort wie Dämonen auf der anderen [Seite] mit noch mehr Aufsehen als zuvor an; und schwimmen durch sehr breite und tiefe Flüsse, und benutzen Straßen, die denselben Bewohnern fast unbekannt sind, und dringen so mit unglaublicher Stille direkt ins Innere des Feindes […]“
Die Stratioten wurden vom Königreich Neapel und vor allem von der Republik Venedig rekrutiert und waren von den westlichen Streitkräften der Zeit nicht bekannt. Wenn sie einerseits gelobt wurden, dass sie tief in ein vom Feind besetztes Land eindrangen, wo Möglichkeiten für Beute nach Belieben durchführbar war, wurde andererseits ihr Verhalten kritisiert. Sie seien antichristlich, perfide, geborene Diebe, potentielle Verräter und so ungehorsam, dass sie für Venedig schädlicher wären als für den Feind. In der Schlacht bei Fornovo (1495) erwiesen sie sich als Wilde, denn, wenn es um Plünderungen ging, verloren sie dabei ihren Verstand und vergaßen zu welchem Zweck sie rekrutiert worden waren. (Siehe weiter unten: Republik Venedig)

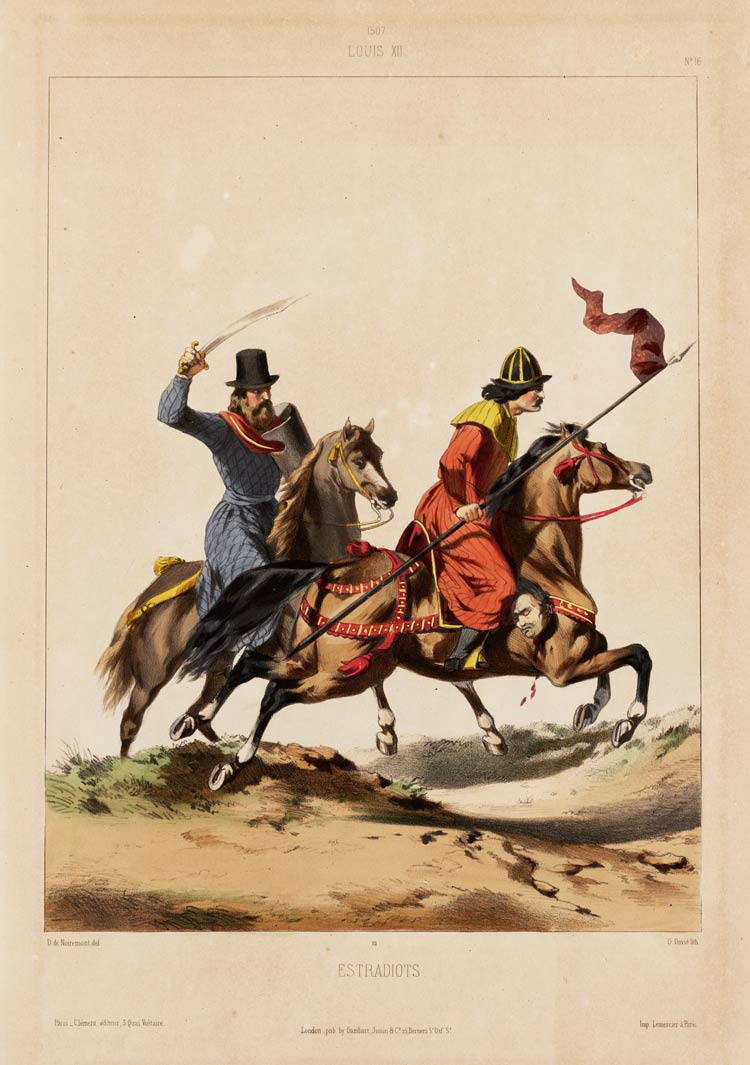
Stratioten mit einem abgeschlagenen Kopf am Sattelknopf

Überliefert ist eine makabre Sitte der Stratioten, die sie sehr wahrscheinlich von den Osmanen übernommen haben. Die Stratioten machten keine Gefangene, sondern schlugen kurzerhand die Köpfe ihrer Feinde ab und machten somit die Möglichkeit zunichte, ein Lösegeld zu verlangen. Die Köpfe der erschlagenen Feinde wurden gewöhnlich am Sattelknopf getragen (siehe hier links). Entsprechend ihrer Gewohnheit erhielten sie von ihrem Kommandanten einen Dukaten pro Kopf.
Philippe de Commynes beschreibt in seinen Tagebüchern diesen grausamen Brauch: „[…] Diese [Stratioten], die außer einem dieser bewaffneten Männer zu Pferde getötet haben, jagten die anderen bis in die Kammer des Marschalls, wo die Deutschen lagerten, von denen sie auch drei oder vier töteten; danach ritten sie nach ihrem Brauch mit den Köpfen weg; die Venezianer, die mit dem osmanischen Mehmed II. […] schon im Kriege standen und [Mehmed] nicht wollte, dass Gefangene gemacht wurden, sondern allen die Köpfe abschlagen werden sollten, wofür [er] ihnen [Stratioten] pro Kopf einen Dukaten schenkte, taten die Venezianer dasselbe. Ich denke, dass sie unsere [französische] Armee erschrecken wollten, was sie auch taten […]“
Auch Sanudo berichtete über ihre Grausamkeit: „Die Stratioten, die in Crema waren […], beschlossen den Adda zu überqueren und ritten in die Nähe von Mailand, von wo ihnen 300 Armbrustschützen entgegenkamen, die von den Stratioten umzingelt wurden. Viele wurden getötet und deren Köpfe abgeschlagen, die an den Gürteln befestigt wurden, um die übliche Prämie zu erhalten. Anderen wurde die Zunge oder die Hand abgeschnitten und nach Mailand zurückgeschickt, um dort ihre Grausamkeit bekannt werden zu lassen.“
Über die Taktik der Stratioten berichtete Jacopo Melza zur Zeit des Krieges von Ferrara (1483): „Jeder Stratiot hatte ein Krummschwert nach osmanischer Art, das auf den ersten Hieb [den Kopf] abschnitt und, um dies zu erreichen, erhoben sie sich auf den kurzen Steigbügeln und mit einer kurzen Bewegung führten sie ihren Hieb aus, dann drehten sie um und flüchteten mit ihren Pferden.“
Ein interessantes Bild der extremen Mobilität und Geschwindigkeit der Stradioten gibt uns der italienische Historiker Francesco Guicciardini: „[…] Es ist bekannt, dass die Cappelletti [Stratioten] der Venezianer, die in mehrere Abteilungen unterteilt im ganzen Land zu finden sind, Tag und Nacht die Armee heimsuchen und zusammen mit den anderen durch Schikanen große Belästigung anrichten, sagte er (Maximilian I.) zu seinen [Soldaten] und fügte hinzu, sich vor den Cappelletti in Acht zu nehmen […], dass sie [Cappelletti] wie Gott überall zu finden seien.[…]“

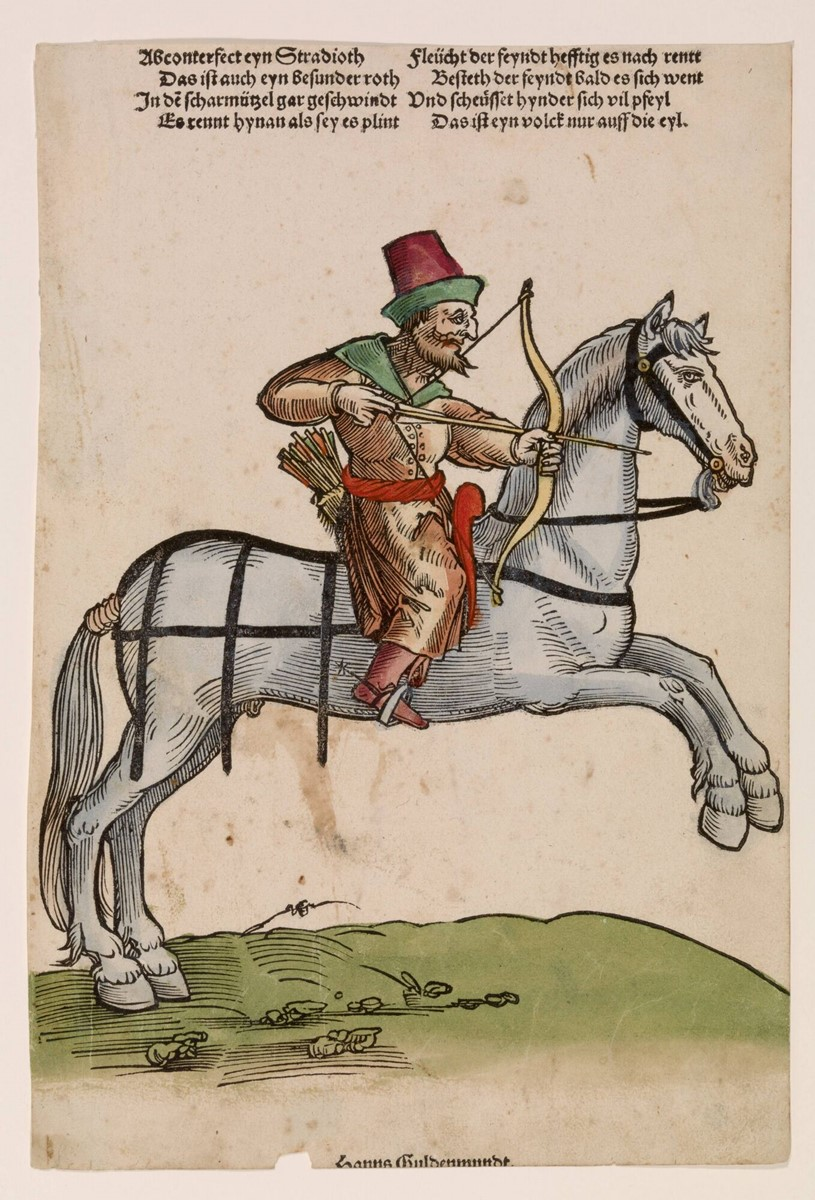
Grafik von Hans Guldenmund (um 1530): Stradiot; Österreichische Nationalbibliothek, Wien

Die barbarische Praxis der Stratioten wurde sowohl von den Feinden als auch von den Verbündeten Venedigs abgelehnt und verurteilt – unternommen wurde allerdings nichts. Auch die Angewohnheit ihren Zorn an den Häftlingen auszulassen, sorgte für Aufsehen, denn in Italien und allgemein in ganz Europa gab es eine Art „inoffiziellen“ Code, der jeden gefangenen Feind mit einem gewissen Respekt behandelte; eine Art interner „ethischer“ Code, der der Logik der Söldner entsprach: professionelle Soldaten, die immer in Gefahr waren, in die Hände des Feindes zu geraten.
Die Stratioten waren auch Meister in den Expeditionen, die im Hochgebirge durchgeführt wurden, was eine Seltenheit für ein Kavalleriekorps war. Sie wurden z. B. 1508 in der Schlacht von Cadore in der Nähe von Pieve di Cadore eingesetzt. Angesichts der unzugänglichen Bedingungen war die Bergwelt ein Gebiet, in dem die Soldaten bei der Bereitstellung ihrer offensiven Fähigkeiten erhebliche Schwierigkeiten hatten, die so den geschickteren und flinkeren Balkanrittern blieb.
Laut einer Grafik (siehe hier rechts) von Hans Guldenmund wird die spezielle Kampftaktik der schnellen Reiter vom Balkan beschrieben: „Abgebildet ist ein Stradiot; das sind besondere Kämpfer. Im Scharmützel reiten sie ungestüm heran. Flieht der Feind, verfolgen sie ihn heftig; hält er stand, wenden sie sich bald um und schießen viele Pfeile hinter sich. Dieses Volk kämpft nur eilig.“
Pfeile schießende Stradioten erschienen jedenfalls im Jahr 1529 bei der Ersten Wiener Osmanenbelagerung vor den Toren Wiens, hier offenbar auf der Seite der osmanischen Aggressoren.

## Stratioten im Byzantinischen Reich
Als in Kleinasien neue Verwaltungsbezirke, die Themen geschaffen wurden, bekamen deren Befehlshaber sämtliche militärische und zivile Machtbefugnisse für das jeweilige Gebiet übertragen und waren dem Kaiser direkt unterstellt. Innerhalb der Themen wurden Wehrbauern angesiedelt, die nach der byzantinischen Themenorganisation von den Erträgen ihres Landes lebten, Militärdienst leisteten und als Gegenleistung Steuerbefreiungen erhielten. In Friedenszeiten bestellten sie ihr eigenes Land und im Verteidigungsfall hatten sie Heeresfolge zu leisten. Sie dienten zum größten Teil als Fußsoldaten, einige aber auch bei der leichten Reiterei. Armenier, Magyaren, Chasaren, Rus, Serben und Bulgaren wurden über Verträge mit den entsprechenden Herrschern angeworben.
Das auf die Stratioten gestützte Heerwesen von Byzanz war vom 8. bis zum 10. Jahrhundert sehr erfolgreich. Zahlreiche weitere osmanische Angriffe auf das verbliebene Kerngebiet des Reiches (Kleinasien) konnten abgewiesen werden und in der zweiten Hälfte des 10. Jahrhunderts ging Byzanz in die Offensive, bei der sowohl auf dem Balkan als auch im Osten große Gebiete zurückerobert werden konnten.
Zur Zeit Micheals VII. (1067–1078) bestand das Gros der Armee aus ausländischen Söldnern. Darunter befanden sich Waräger und Rus von der Wolga, Franken, Turkmenen, Petschenegen, Kumanen und Guzzen (Oghusen). Neben Söldnern gab es auch Ausländer, die nicht freiwillig in der byzantinischen Armee dienten. Darunter waren Deportierte, Kriegsgefangene und Sklaven.
Nach der katastrophalen Niederlage von Manzikert am 26. August 1071 und dem damit einhergehenden weitgehenden Verlust Kleinasiens konnte das Themensystem nicht mehr gehalten werden. An seine Stelle trat das Pronoia-System, das bis 1453 (Jahr, in dem das Byzantinische Reich fiel) andauerte. Das System bestand aus der Gewährung von Land im Gegenzug für den Militärdienst. Das Pronoiai-System entwickelte sich zu einer Art Steuerpächtertum. Der Eigentümer einer Pronoia, Pronioiardo, zog von den Bürgern (paroikoi), die innerhalb der Grenzen des zugewiesenen Gebiets lebten, Steuern ein und behielt einen Teil davon als Entlohnung.
Pronoiai-Truppen waren gewöhnlich Kavalleristen und glichen in ihrer Bewaffnung und Ausrüstung stark den westlichen Rittern, mit Lanzen, Schwertern und Panzerung für Ross und Reiter. In jener Zeit setzte sich die Armee aus Söldnerabteilungen zusammen, unter denen sich im zentralen Teil der Armee die Skythikons (Bogenschützen) kumanischen Ursprungs, die Tagmaten und vor allem Pronioiardi befanden.

## Stratioten in Europäischen Ländern

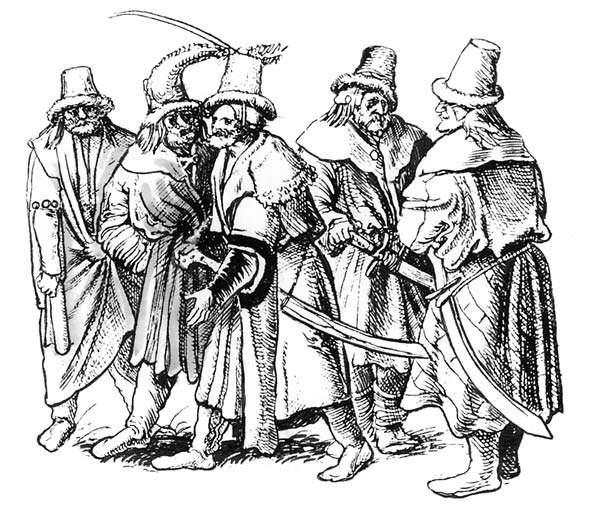
Urs Graf der Ältere (um 1513): Stradioten

Mit dem Vormarsch der Osmanen in Richtung Nordwesten zwischen dem 14. und 15. Jahrhundert bildete sich im Mittelmeer eine Allianz zwischen den albanischen Fürstentümern, der Republik Venedig, den italienischen Herren und den Königen von Neapel und Sizilien, denen sich bei verschiedenen Anlässen Spanien, Frankreich, das römische Papsttum, die osteuropäischen Länder und der afrikanische Mittelmeerraum anschlossen. Diese Allianz setzte sich dann später in den italienischen Kriegen des 16. Jahrhunderts fort. In diesem politisch-sozialen Zustand wurden besonders geschickte Söldnerarmeen benötigt und die Stratioten mit ihren albanischen Kapitänen aus „guten Familien“ bildeten eine leistungsfähige, hoch ausgebildete Kavallerie.
Während der vier Jahrhunderte der osmanischen Herrschaft auf dem Balkan fanden viele christliche Stratioten bei den umliegenden christlichen Mächten Schutz und dienten in deren Streitkräften. Griechische und christliche albanische Truppen dienten der Republik Venedig und den spanischen Herrschern in Italien (Aragoniern, Habsburgern und den Bourbonen) und auf dem Balkan.
Während der Osmanisch-Venezianischen Kriege des 15. Jahrhunderts fanden eine große Anzahl von Stratioten, die den letzten christlichen Staaten auf dem Balkan gedient hatten, Beschäftigung in den venezianischen Besitztümern in Griechenland und nach 1534 in Dalmatien. Venedig förderte mit Privilegien auch die Ansiedlung von Stratiotenfamilien in ihren Besitzungen. 1485 bot Venedig einer Stratiotenkompanie unbebaute Ländereien auf Zakynthos an.
Die albanischen Chevaulegers wurden zu einem Standardbestandteil der Streitkräfte fast überall in Italien und auch in anderen Armeen. Während der Schlacht von Avetrana in Apulien am 19. April 1528 kämpften vom unter spanischer Herrschaft stehenden Königreich Neapel rekrutierte albanische Stradioten gegen die von der Republik Venedig angeheuerten griechisch-albanischen Stradioten. Man könnte sagen, dass sich in einem Großteil Europas infolge von Skanderbegs langjährigem Kampf gegen die Osmanen sein eigener Ruf als Held des Christentums und die Nachkommen seiner Kavallerie ausgebreitet hatten.
Als die Stratioteneinheiten erblich wurden und die militärischen Fähigkeiten dieser älteren Stradiotenkompanien sanken, schwand Ende des 16. Jahrhunderts die Anzahl dieser Kompanien, die in italienischen und anderen westlichen Armeen beschäftigt waren. Sie wurden durch die Schaffung leichter Kavallerieformationen, die sich an die Tradition der Stratioten anlehnten, in vielen europäischen Armeen ersetzt. Diese Trendumkehr wurde auch durch die wissenschaftlich-militärische Revolution bestimmt, die die europäischen Armeen in der zweiten Hälfte des 16. Jahrhunderts umstrukturierte und neu gestaltete, was die Taktik der griechisch-albanischen Stratioten obsolet machte. Die neuen Einheiten, die aus einheimischen oder verschiedenen ethnischen Gruppen bestanden, fügten ihrer Rüstung auch Schusswaffen hinzu, so dass die Erwähnung von Stratioten, Albanern, Griechen usw. immer seltener wurde. Die Stratioten integrierten sich allmählich in die Gesellschaft des Aufnahmelandes.
Während des Dreißigjährigen Krieges rekrutierte die Republik Venedig weniger bekannte Infanteristen griechischer Herkunft, die sogenannten griechischen Kompanien oder Milizen.
Im 17. und 18. Jahrhundert entstanden neue militärische Organisationen, die die Tradition der Balkanlegionen in Venedig und Neapel verlängerten. Die zwei größten Fremdenregimenter, bestehend aus Balkantruppen waren das venezianische Reggimento Cimarrioto und das Reggimento Real Macedone (leichte Balkaninfanterie) von Neapel. Während das Reggimento Cimarrioto von den Venezianern während des Fünften (1645–69) und des Sechsten Osmanisch–Venezianischen Krieges (1684–99) (Moreakrieg) organisiert wurde, wurde das Reggimento Real Macedone kurz nach der Gründung des unabhängigen Königreichs Neapel (1734) unter dem spanischen Karl III. gebildet.

### Republik Venedig

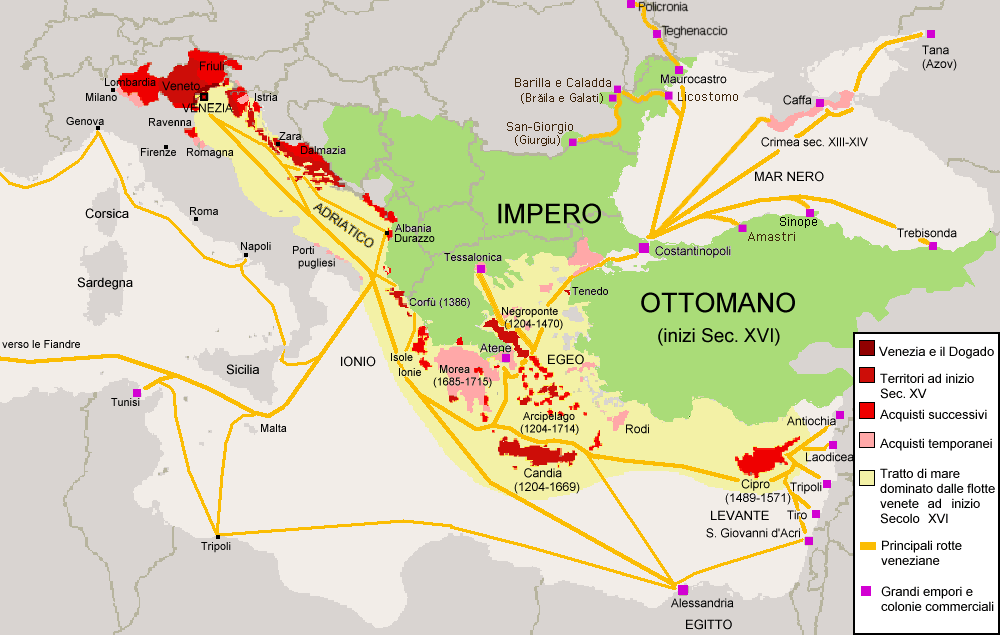
Die Republik Venedig um 1500 einschließlich kurzzeitiger Besitzungen, dazu die Haupthandelswege

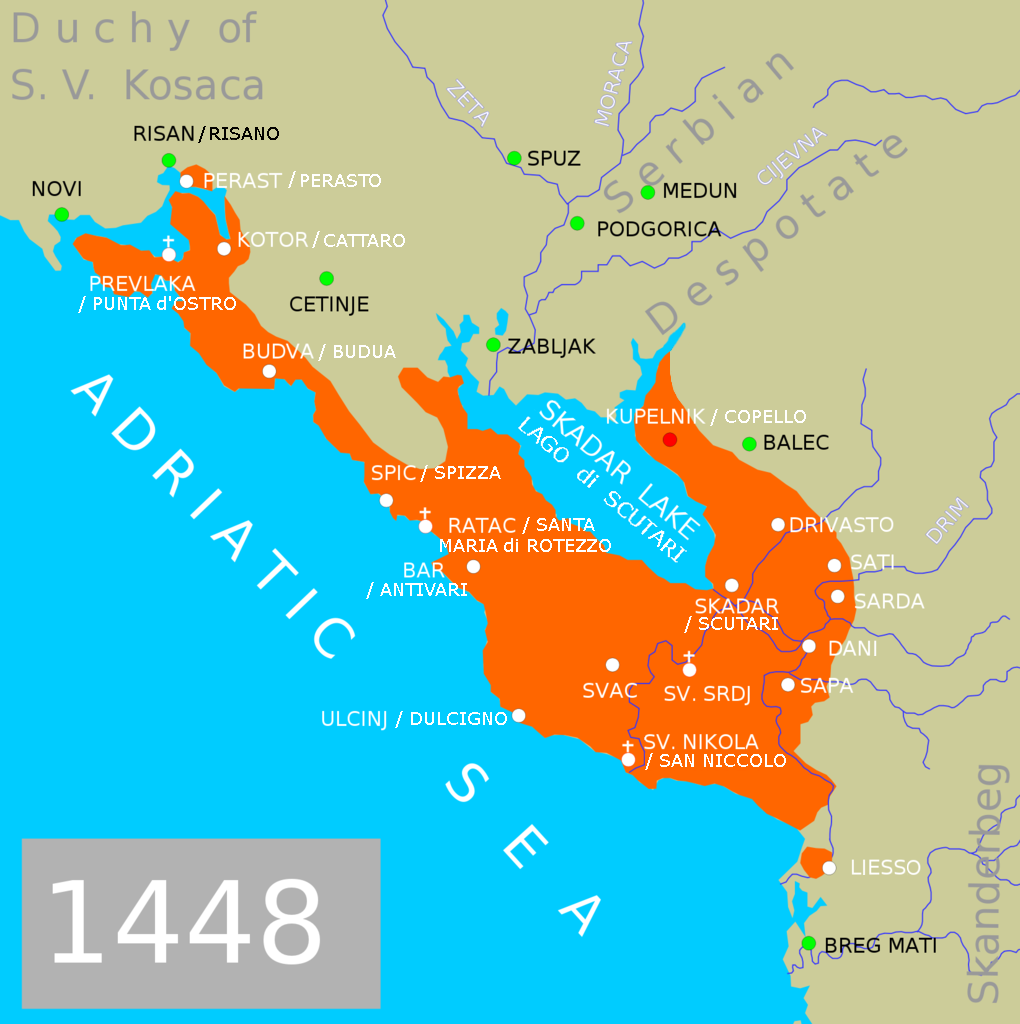
Das venezianische Albanien zur Zeit seiner größten Ausdehnung 1448

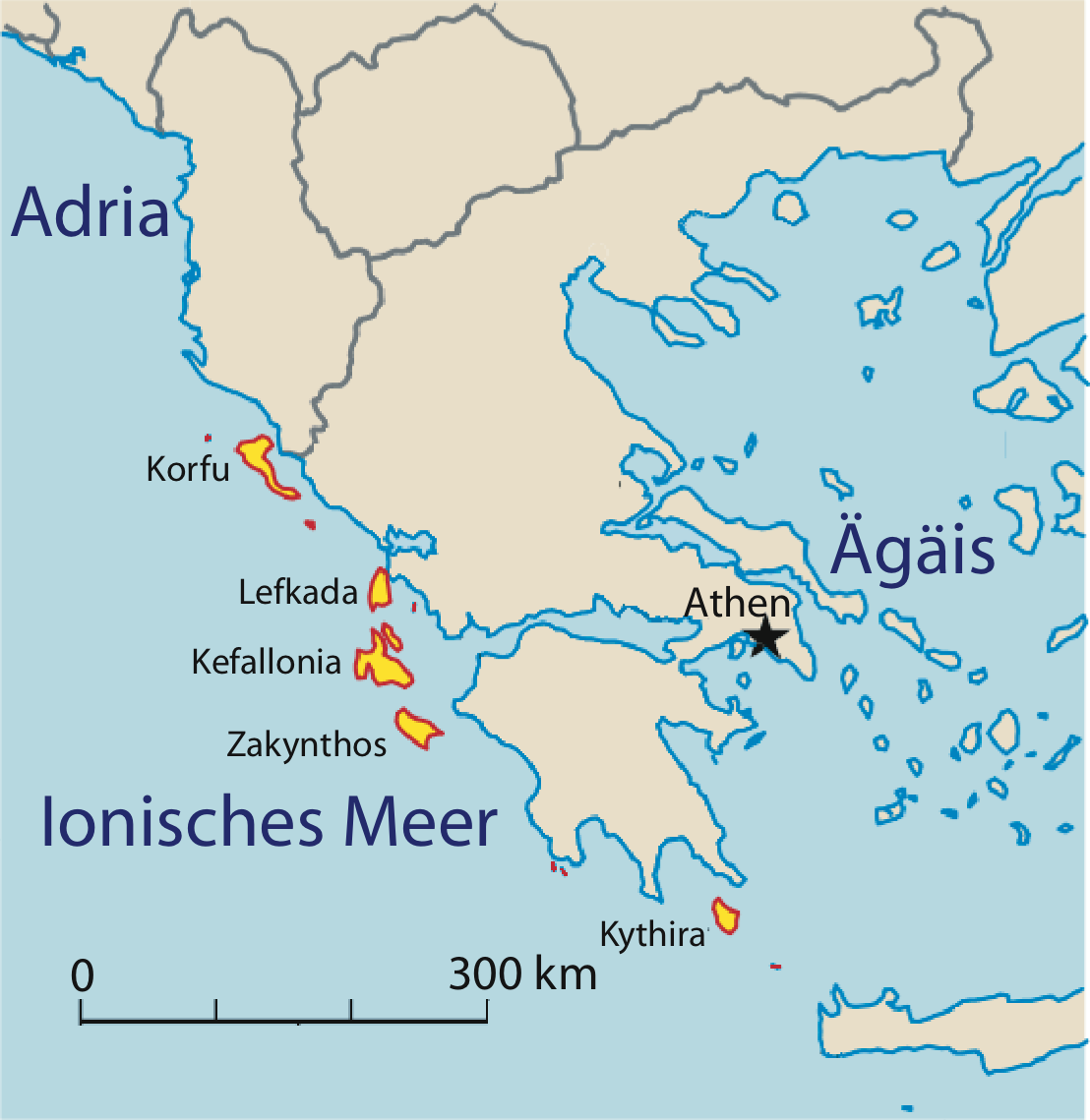
Lage der Inselgruppe Ionische Inseln

Im Laufe des 15. Jahrhunderts dienten die Stratioten in den Armeen von Venedig, Mailand, Genua, Frankreich, England und dem Heiligen Römischen Reich.
Die Organisation des venezianischen Heeres basierte sich hauptsächlich auf die einzelnen Stratiotenkapitäne und dem Staat. Im Laufe der Zeit änderte sich die Art der vertraglichen Beziehung. Die Dauer der Verträge wurden länger und umfasste sowohl Kriegs- als auch Friedensdienst. Die Mehrheit der Feldherren passte sich dem ständigen Dienst an und die Erneuerung ihrer Verträge wurde zu einer Formalität.
In der zweiten Hälfte des 15. Jahrhunderts wurde die Bezahlung auf etwa sieben oder acht Dukaten pro Lanze standardisiert und die Bezahlung wurde auf zehnmal pro Jahr festgelegt, so dass die Höhe des Entgelts häufig mit 70 oder 80 Dukaten pro Jahr angegeben wurde. Die Infanterie erhielt zwei bis zweieinhalb Dukaten pro Mann und Monat und Stratioten 4 Dukaten pro Monat plus zwei Säcke Mais. In den 1490er Jahren wurde der Standardlohnsatz auf 100 Dukaten pro Lanze pro Jahr erhöht. Dabei muss berücksichtigt werden, dass eine Lanze von vier auf fünf Mann erhöht wurde.
Während der Kriegskampagnen schliefen die Stratioten entweder im Freien oder wurden bei der Zivilbevölkerung einquartiert, was zu Reibereien führte, so dass jeden Abend eine spezielle Truppe damit beschäftigt war, neue Unterkünfte anzuweisen. In Friedenszeiten war die Armee in permanenten Unterkünften in den Gebieten von Brescia, Verona, Vicenza und Trevignano oder an den Grenzzonen Ravenna, Crema, Bergamo und Gradisca d’Isonzo untergebracht. Es gab keine Kasernen für Truppen, so dass die Stratioten in den Städten innerhalb der befestigten Anlagen Häuser mieteten, wo sie ihre mitgebrachten Familien unterbrachten. Die Stratioten schätzten auch das ihnen gewährte Recht, ihre Religion, den byzantinischen Ritus, sei er orthodox oder uniert, ausüben zu dürfen und waren maßgeblich an der Gründung der griechisch-byzantinischen Kirchen in Venedig, Neapel und den Städten Dalmatiens beteiligt.
Mpires schätzt, dass die Zahl der albanischen und griechischen Stradioten, die sich in den venezianischen Gebieten und in Italien niederließen, 4500 Männer erreichte, zusammen mit ihren Familien zählten sie etwa 15500. Wenn man diejenigen einbezieht, die sich in Süditalien und Sizilien niedergelassen haben, erreichen die Zahlen etwa 25.000. (Siehe: Arbëresh)
Als ihre „Kunden“ anfingen, einheimische leichte Kavallerie-Einheiten, wie die späteren Husaren und Dragoner zu bilden, beschränkten sich die Beschäftigungsmöglichkeiten der Stratioten auf die venezianischen Besitzungen auf dem Peloponnes (Koroni, Methoni, Nafplio und Monemvasia), auf den Ionischen Inseln (Kefalonia, Korfu, Kythira, Zakynthos) und im östlichen Mittelmeerraum (Kreta und Zypern).

#### Erster Osmanisch–Venezianischer Krieg (1463–79)
Coriolano Cippico, der an der Seite des Generalhauptmanns Pietro Mocenigo von 1470 bis 1474 am Ersten Osmanisch–Venezianischen Krieg (1463–79) beteiligt war, berichtete von den Stratioten, dass sie großzügige Männer waren, die für jedes große Unternehmen bereit waren. Mit Überfällen hatten sie den zu den Osmanen gehörenden Teil von Morea so sehr zerstört, dass er fast wie ausgestorben dalag.

#### Krieg von Ferrara (1482–1484)
Als mutige und für jede Gefahr gerüstete Krieger wurden die Statioten von den Venezianern in den 1480er Jahren im Krieg von Ferrara (1482–1484) in der „Terraferma“ eingeführt. Nach Sanudo lief am 22. April [1482] das erste Arsil (Schiff ohne Mast und Takelage) mit 107 Stratioten aus Koroni unter Alegreto aus Budva den Lido von Venedig an. Als die Stratioten von Bord gingen paradierten sie in ihrer gewohnten Weise. Die anwesende Menschenmenge staunte über die Geschwindigkeit der Pferde und das Geschick der Reiter. Am 12. März [1484] legte im Hafen von Venedig ein Arsil mit 98 Stradioten und ihren barbarischen Pferden aus Nafpaktos an. Am 22. März erreichte ein weiteres Arsil mit 112 Stradioten und ihren Pferden aus Methoni den Hafen von Venedig. Jeden Tag kam ein weiteres Arsil an, bis es zum Schluss acht Arsile mit 1000 Stratioten und ihren Pferden waren.
„Die Stratioten schickten einen Gnadenakt an die venezianische Signoria“, denn sie wollten keine Provision, wie es unter den Soldaten üblich war, sondern verlangten entsprechend ihrer Gewohnheit zwei Dukaten für jeden lebenden „Kopf“ und einen für jeden toten. Außerdem verlangten sie aufgrund ihrer Sitten einen adligen einheimischen Kommandanten und keinen ausländischen (albanischen), wie das sonst üblich war. Die Bezahlung der Stratioten war mindestens bis 1519 niedriger als die von westlichen Söldnern (Italiener, Schweizer, Deutsche oder andere).

#### Schlacht bei Fornovo (1495)

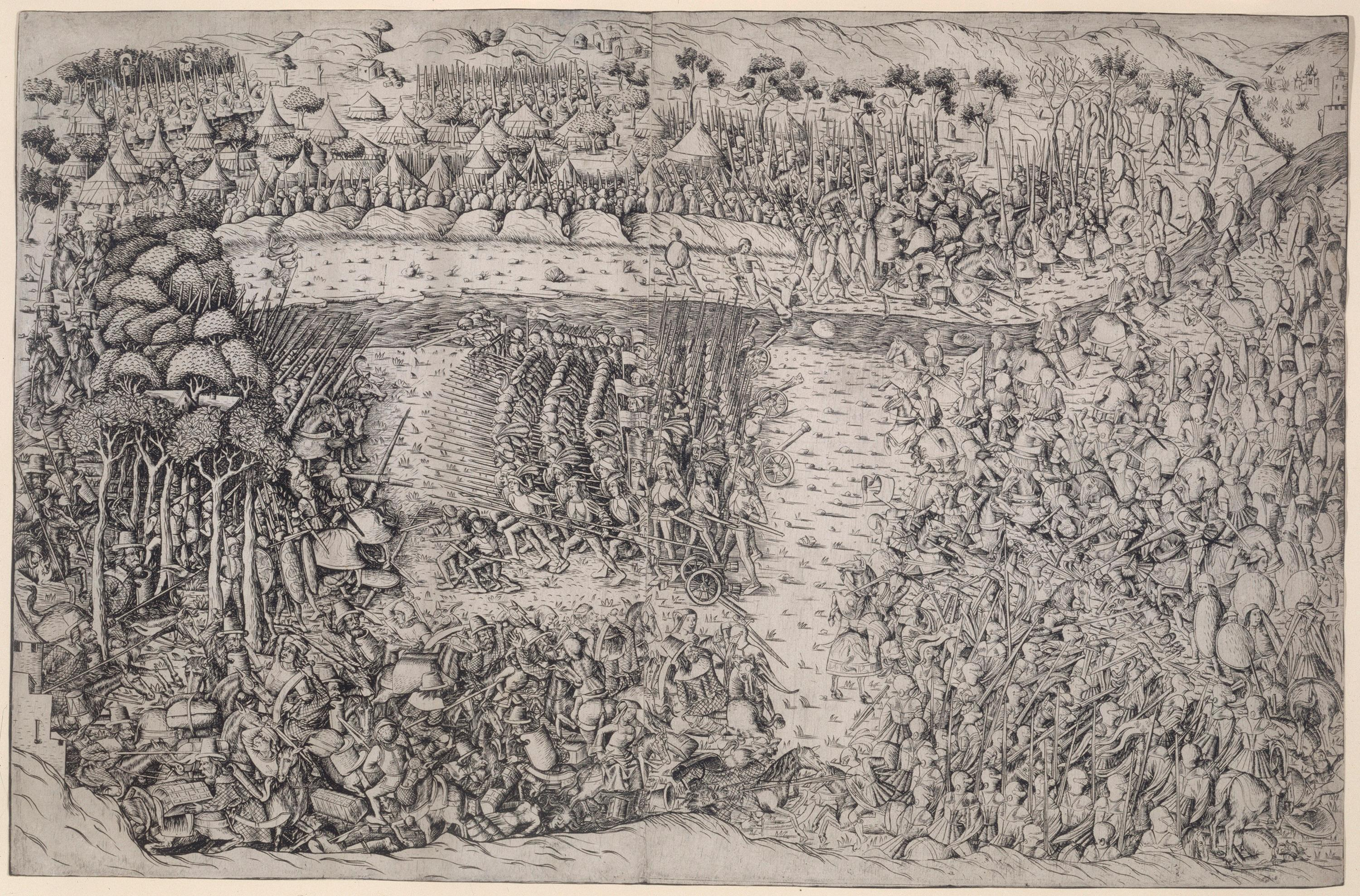
Die Schlacht bei Fornovo

In der Schlacht bei Fornovo (1495) vergaßen die Stratioten ihre Pflicht und plünderten 35 Packpferde des französischen Trosses, eine Kriegsbeute mit einem Schätzungswert von mindestens 100000 Dukaten, die in die Hände der Venezianer fiel. Das Plündergut enthielt das Schwert und den Helm des französischen Königs Karl VIII., zwei Royal Standards, mehrere königliche Pavillons (Zelte), das Gebetbuch des Königs, Reliquien, kostbare Armaturen und Gegenstände der königlichen Kapelle. Alessandro Benedetti, ein venezianischer Arzt, der in der Armee der Heiligen Liga diente, berichtete, dass er in der Beute ein Album voller Porträts der Mätressen sah, denen Karl in den verschiedenen Städten Italiens seine Zuneigung erwiesen hatte. Nachdem sich die disziplinlosen Stratioten bei der Plünderung entsprechend befriedigt hatten, zogen sie es vor, sich nicht weiter an der mittlerweile recht blutigen Schlacht zu beteiligen. Da die verbliebenen Venezianer nicht nachstoßen und damit eine Entscheidung herbeiführen konnten, gelang den restlichen Truppen Karls VIII. ein glücklicher Rückzug über die Alpen. Die Venezianer und ihre Verbündeten hatten die Franzosen vorübergehend los und die reiche Beute diente der venezianischen Signoria als Vorwand auf einen Siegesanspruch, in dem sie ihrem Militärkommandeur Gianfrancesco II. Gonzaga einen triumphalen Einzug und eine herrliche Belohnung versprach.
Dennoch überzeugten die Stratioten in den folgenden Kampagnen die Venezianer und ihre Gegner mit ihrer Taktik von überfallartigen Angriffen, Scheinrückzügen und Gegenangriffen, welche die gegnerischen Kräfte dazu verleiteten, weiterzumachen. Die feindlichen Streitkräfte verloren ihre Aufstellung und wurden immer anfälliger für die Stradiotenangriffe, so dass die Gegner ihre Infanterie mit Arkebuse oder Artillerie zur Verteidigung gegen die Stratioten einsetzen mussten.

#### Osmanisch-venezianische Kriege (16.–18. Jahrhundert)

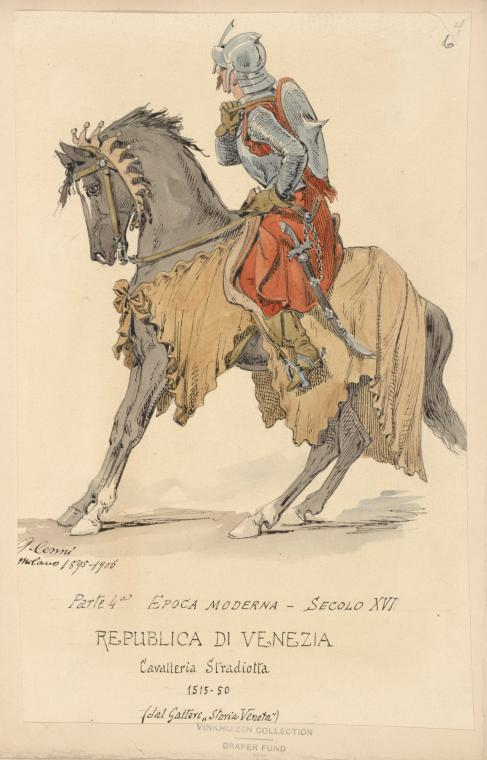
Vinkhuijzen collection: Republik Venedig, Stratiot 1515–50

Noch in den osmanisch-venezianischen Kriegen des 16. und 17. Jahrhunderts waren die Stratioten ein wesentlicher Teil der Landstreitkräfte, die die Republik Venedig ins Feld führte. Als die Republik Venedig im Dritten Osmanisch–Venezianischer Krieg (1537–40) Morea an die Osmanen verlor, wurde es für Venedig extrem schwierig, albanisch-griechische Stratioten ausfindig zu machen. Folglich erwarben die Cappelletti (Soldaten der leichten Kavallerie) und die „Überseetruppen“ bestehend aus Dalmatiner, Schiavoni, Morlaken und Çamen mehr Relevanz innerhalb der venezianischen militärischen Organisation. Die wichtigsten Einsatzgebiete dieser Stratioten waren die venezianisch-osmanische Grenze in Istrien, im Friaul in Italien, die dalmatinische Küste (Herceg Novi, Šibenik, Split, Trogir, Kotor und Zadar) und die Inseln im Ägäischen Meer. Letztere befanden sich in einem Gebiet, in dem bei feindlichen Gegenangriffen (vor allem von den Osmanen) ein schnelles Eingreifen möglich und entscheidend war.

#### Ionische Inseln
Auf den Ionischen Inseln setzten die Stratioten ihre Dienste bis ins 18. Jahrhundert fort. Diese Stratioten waren Nachkommen von Flüchtlingen aus den verlorengegangenen venezianischen Besitzungen auf dem Festland, die sich im 15. und 16. Jahrhundert auf den Inseln niedergelassen hatten. Sie erhielten Land und Privilegien, dienten als Kavallerie und beteiligten sich während des 17. Jahrhunderts an den osmanisch-venezianischen Kriegen. Schließlich wurden diese Einheiten ein erblicher Rang. Einige der Stratioten oder ihre Nachkommen wurden mit der Zeit Mitglieder des ionischen Adels, während andere der Landwirtschaft und anderen Beschäftigungen nachgingen.
Im späten 17. und frühen 18. Jahrhundert sahen sich die venezianischen Behörden gezwungen, die Stratiotenkompanien neu zu organisieren. Auf Zakynthos zum Beispiel reduzierten sie ihre Zahl und Privilegien infolge Abwesenheit und Indisziplin. Die Stratiotenkompanien von Korfu existierten bis zum Ende der venezianischen Herrschaft und der französischen Besetzung im Jahr 1797.

### Königreich Neapel
Das Königreich Neapel war unter den spanischen Aragoniern (1442–1501, 1504-–1555), den Habsburgern (1516–1700, 1713–1735) und den Bourbonen (1735–1806) ein weiteres Zentrum der militärischen Aktivität und Kolonisation für Balkanvölker.
Während die Republik Venedig mit den Osmanen auch Handelsverbindungen einging, zeigten die Vertreter Spaniens in Süditalien immer eine feindselige Haltung gegenüber den Osmanen. Sie verbündeten sich nie mit ihnen (bis Mitte des 18. Jahrhunderts) und waren nicht in der Lage, Handelsinteressen jeder Art im östlichen Mittelmeer und in anderen Territorien der Sultane zu schaffen.
Trotz der Opposition Venedigs verbargen die Spanier ihre Bestrebungen nicht, ihren politischen Einfluss auch auf die nahe gelegene Balkanhalbinsel auszudehnen. Sowohl in Bezug auf diese Taktik, als auch angesichts der allgemeinen Politik Madrids mussten die Vizekönige von Neapel und Sizilien immer starke Streitkräfte bereithalten, die auf der einen Seite bereit waren, mögliche Aufstände der lokalen Barone abzuwenden und auf der anderen Seite die ununterbrochene muslimische Bedrohung aus dem Balkan aufzuhalten. Insbesondere aufgrund der muslimischen Bedrohung mussten starke Marineeinheiten unterhalten werden, um die ständigen Angriffe der muslimischen Piraten Nordafrikas (die jahrhundertelang die Küsten der beiden Königreiche, Sardiniens und derselben östlichen Iberischen Halbinsel) und eine mögliche osmanische Invasion abzuwehren, die seit der Zeit Mehmeds II. (1444–1446, 1451–1481), dem Eroberer, immer wie ein Damoklesschwert über die kalabrischen und angrenzenden Küsten hing. Die Griechen und Arbëresh (Benennung der Albaner in der Region des heutigen Albanien des 15. und 16. Jahrhunderts), die zu jener Zeit schon im Königreich von Neapel (und bis zu einem gewissen Punkt auch diejenigen von Sizilien) wohnten, fanden somit die Gelegenheit, sich in der sizilianischen Marine oder in der neapolitanischen leichten Kavallerie (Stratioten) zu engagieren und erfüllten damit ein doppeltes Bedürfnis: gut von ihren spanischen Vorgesetzten bezahlt zu werden und ihrem Hass gegen die Osmanen freien Lauf zu lassen.

#### Lokale Aufstände

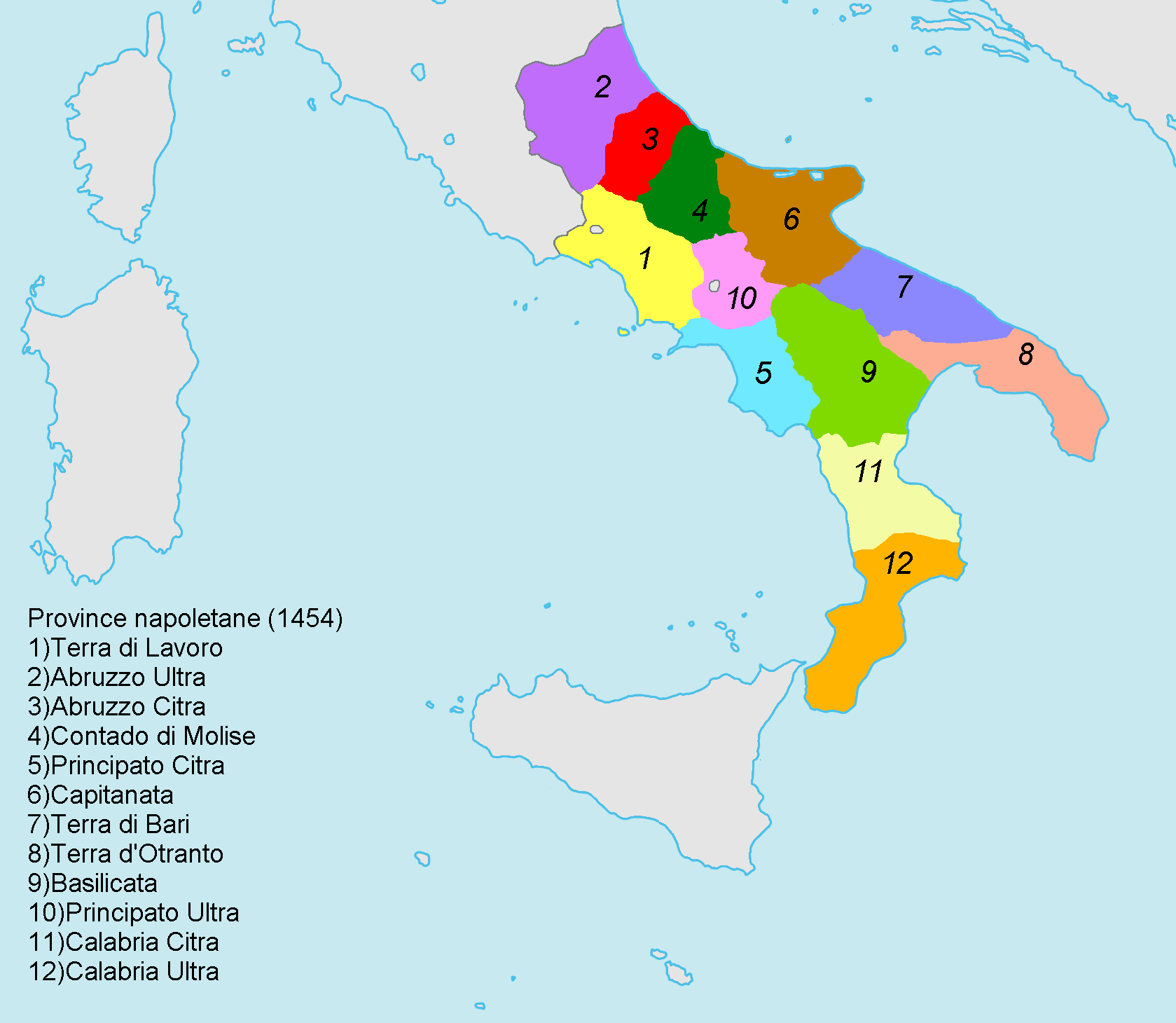
Neapolitanische Provinzen um 1454

Unter König Ferdinand I. (1458–1494) aus dem spanischen Haus Aragon kam es von 1460 bis 1462 zum Einsatz von albanischen Stratioten gegen den Aufstand der lokalen Barone (1459–1462) in Apulien (Terra di Bari und Terra d’Otranto), bei dem der albanische Fürst und Militärkommandeur Georg Kastriota, genannt Skanderbeg, mit seinen Truppen selbst beteiligt war. Nach der Schlacht wurde zur Verteidigung eventueller Rebelleneinfälle eine Garnison von albanischen Stratioten zurückgelassen.
Der spanische König Ferdinand II. (1495–1496) benutzte die Elite-Kavallerie der Stratioten als Privatgarde und zur Verteidigung der Stadt Neapels gegen die von den Franzosen angeheuerten albanischen Stratioten, die im Königreich Neapel kämpften.
Unter dem spanischen König Ferdinand III. von Aragonien (1504–1516) wurde der große Kapitän Gonzalo Fernández de Córdoba y Aguilar nach Süditalien entsandt, um das Königreich Neapel gegen die französische Invasion zu unterstützen. In Kalabrien hatte Gonzalo 200 griechische Stratioten, sehr auserwählte Reiter und 500 italienische Bauern zur Verfügung.

#### Die anti-osmanische Politik der Vizekönige

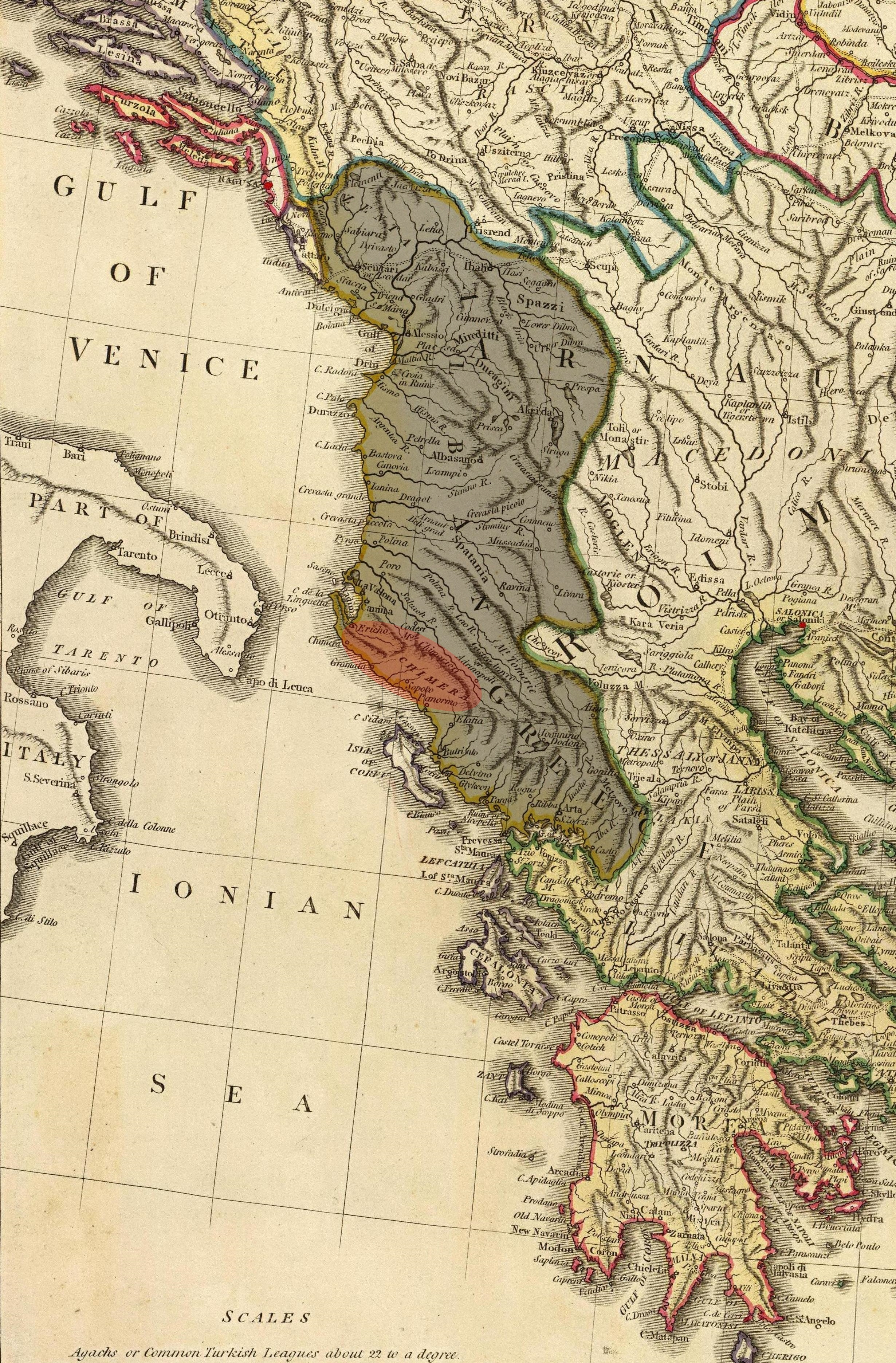
William Faden: Lage von Çamëria im Jahr 1795

Die wichtigste Aufgabe der Vizekönige von Neapel und Sizilien war, eine mögliche Überraschung vonseiten der Osmanen zu verhindern. Deshalb mussten sie immer über jede Bewegung der osmanischen Flotte, ihrer Versorgungszentren, ihrer Befehlshaber und Offiziere, der osmanischen Schiffswerften und ihrer Fähigkeit, Kriegsschiffe zu bauen oder zu reparieren und ihre Pläne für zukünftige militärische Aktionen informiert werden. Gelegentlich mussten die Vizekönige in den wichtigsten osmanischen Marinestützpunkten, wie Konstantinopel Sabotagen unterstützen. In Kriegszeiten mussten zur Ablenkung des osmanischen Druckes Ablenkungsmanöver geschaffen werden, die durch Aufstandsbewegungen an verschiedenen Punkten der südlichen Balkanhalbinsel und besonders in unruhigen und unzugänglichen Gebirgsregionen, wie in Maina und Çamëria gebildet werden, wo die Bewohner immer bereit waren, gegen die Osmanen vorzugehen.
So wurde allmählich ein Netz von Spionen, Agenten und Saboteuren organisiert, die ihre Tätigkeit gegen Bezahlung, aber auch aus sentimentalen Gründen in der osmanischen Hauptstadt Konstantinopel, auf Euböa, auf der Morea und in anderen osmanischen Zentren, wie im fernen Kairo, in Alexandria oder in Syrien ausübten. Diese „Espias“ (Spione), „Confidentes“ (Vertraute), „Agentes“ (Agenten) oder „Embajadores“ (Botschafter) standen in ständigem Kontakt mit den Gouverneuren von Bari und Terra d’Otranto. Mit verschiedenen Mitteln wurden unzählige „Avisos“ (Meldungen) übermittelt, die nicht immer absolut zuverlässig oder aktuell waren. Dies waren die Positionen der osmanischen Flotte, die neuen Wesire und andere Offiziere des Sultans, Hungersnöte, Epidemien, Brände und andere Unglücksfälle in den verschiedenen osmanischen Gebieten, neu einberufene Ruderer und Janitscharen, Rebellionen der osmanischen Paschas und andere Ereignisse dieser Art.
Berichtet wurde auch über Vermutungen verschiedener vertrauenswürdiger oder fragwürdiger Personen, die über die Pläne des Sultans und seinen zukünftigen Offensiven informiert waren. Zu nennen sind als Beispiel eine Liste von Informanten und Agenten des Königreichs Neapel aus den Jahren 1531–1533: aus Vlora meldete Giovanni Ducas; aus Korfu Giorgio Bulgaris, Nicolò Faraclòs, Giacomo Cacuris (Sohn von Francesco), Giovanni Cacuris (Sohn von Giacomo), Pietro Cocalas, Michelis Coravasanis, Pietro Cotsis und Andrea Sachlikis; von Zakynthos Giacomo Siguros und Giovanni “de lo Greco” (der Grieche); aus Kefalonia Giorgio “de Cefalonia” (aus Kefalonia); von der Morea Nicolò Gaetanos, Michalis Carviatis, Giorgio Covalistis, Giacomo Gaetas, Michails Pasacudillis, Demetrio Rondakis und Paolo Capoisios. Nachrichten von Sondermissionen nach Konstantinopel und anderen Regionen des Osmanischen Reiches wurden regelmäßig von Giorgio Cechis und Giovanni Zagoritis ins Königreich Neapel gebracht. Die Anzahl solcher Informanten verstärkten sich ab 1569.
Ausgangspunkt dieser Missionen waren in der Regel die östlichen Ufer von Lecce und Otranto; das Zentrum der Organisation war aber das griechische Viertel von Neapel oder nach einem venezianischen Vertrauten „[…] an der Via dei Greci (Straße der Griechen), die von diesen Nationen (albanische und griechische Stratioten) und berüchtigten neapolitanischen Frauen bewohnt war; nicht weit vom Palazzo des Vizekönigs und in der Nähe des spanischen Viertels, d. h. im Zentrum von Neapel.“ Versammlungsort war in der Regel die Chiesa dei Santi Pietro e Paolo dei Greci von Neapel und fungierte als Vermittler zwischen den verschiedenen Verschwörern, Rebellen, Spionen usw. und dem Vizekönig, dem Pfarrer, der auch die geistliche Oberaufsicht der ganzen Kolonie hatte und in der Regel ein ehemaliger Schüler des Griechischen Kollegs vom Heiligen Athanasius in Rom war.
Die Information über diese Art von Tätigkeit der Griechen und Albaner von Neapel, begann zu Beginn des 16. Jahrhunderts. Sie nahmen nach dem Auftauchen von Kaiser Karl V. (1516–1554) in Italien erheblich zu und um 1530 begann die Organisation der anti-osmanischen Politik. Fortan wurden die Agenten mit Anweisungen nach Griechenland geschickt, wo sie gewöhnlich mit Landsleuten zurückkehrten, die nach der Entdeckung ihrer Verschwörung ins Königreich Neapel flüchten mussten. Ab 1530 wurde das Hauptinstrument dieser Politik der Gouverneur der Provinzen von Bari und d'Otranto Giovanni Battista Lomellino, Marquis von Atripalda († 1547). Dieser Marquis schickte eine große Anzahl von griechischen Spionen in verschiedene wichtige Regionen des Osmanischen Reiches und hielt geheime Kontakte mit zahlreichen Griechen und Albanern, die den Wunsch ausdrückten, gegen die Osmanen zu rebellieren. Giovanni Battista Lomellino unterstützte diese Rebellen gewöhnlich mit Waffen und Schießpulver sowie durch günstige Berichte an Karl V., den er während dessen Konfliktes mit Süleyman I. (1533–1544) zu überzeugen versuchte, die revolutionären Pläne der Griechen, Albaner und Slawen zu unterstützen. In einem seiner Berichte an den Kaiser, geschrieben in Neapel am 6. Juli 1530, berichtete er, dass die Einwohner von Griechenland „mit offenen Armen auf diesen heiligen Tag warten“ an dem die Spanier beschließen würden, Romania zu erobern.
Lomellino schürte auch die Rebellionen in Nordalbanien, wurde ein glühender Anhänger der Versuche der Çamen, um ihre Autonomie mit der Rebellion in den Jahren 1530–1532 aufrechtzuerhalten und wurde nach der zeitweiligen spanischen Besetzung der Region von Koroni (1532–1534) schließlich Sprecher der Bewohner von Morea in ihren Bitten an christliche Mächte.
Zwischen 1532 und 1534 siedelten sich viele griechisch-albanische Stradioten und ihre Familien aus Maina, Methoni, Nafplio und Patras auf dem Peloponnes in den Ländern des Königreichs Neapel an, wo sie von den lokalen Feudalherren in dünn besiedelten Gegenden Land und Bürgerrecht erhielten. Die meisten dieser Siedlungen erhielten sowohl militärische Privilegien als auch Pflichten. Diese Konventionen verfielen allerdings im Laufe des 18. Jahrhunderts. (Siehe auch: Die vierte Migrationswelle der Arbëresh (1468–1506), Die fünfte Migrationswelle (1532–1534), Die sechste Migrationswelle (1600–1680))
Die spanischen Habsburger rekrutierten auch im 16. und 17. Jahrhundert Statioten, die hauptsächlich in Neapel und in anderen Gegenden Italiens eingesetzt wurden. Das wichtigste Rekrutierungsgebiet für diese Truppen war Çamëria im Epirus.

In der Chiesa dei Santi Pietro e Paolo dei Greci in Neapel befindet sich ein Grabstein aus dem Jahr 1608 mit der folgenden Inschrift: 
ordinaria in questo regno,

di trecento cavalli, nominati Sdradioti,

Die Rekrutierung und Aufrechterhaltung von Stratiotentruppen wurde im Königreich Neapel bis Anfang des 18. Jahrhunderts fortgesetzt.

### Frankreich

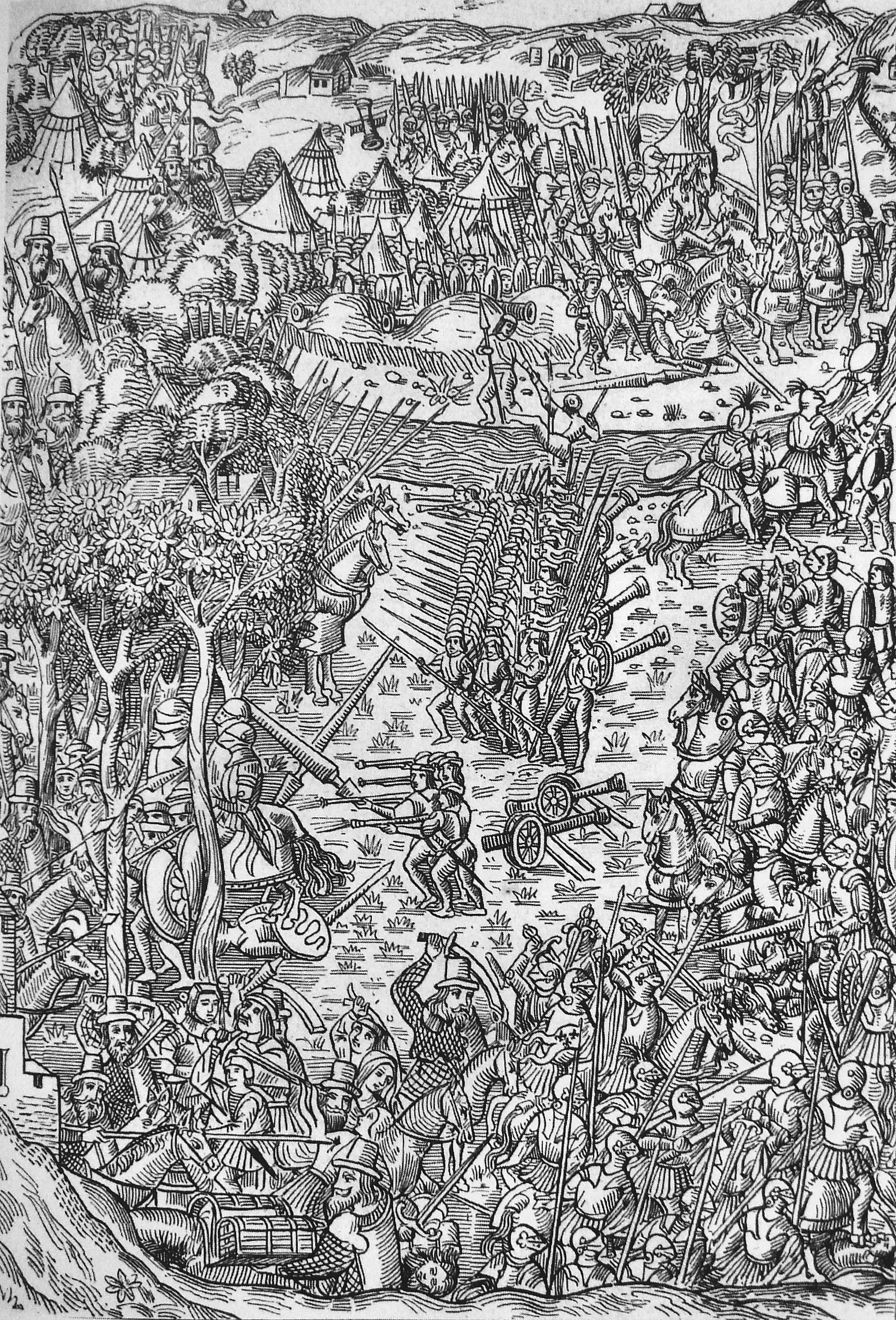
Französische Darstellung der Schlacht bei Fornovo 1495

Im Mittelalter gab Griechenland häufig leichte Reiter in französische Dienste, die unter dem Namen Estradiots und Argoulets bekannt waren. Die bekannteste Benennung war allerdings zu jener Zeit die der griechischen oder albanesischen Reiterei. Sie kamen aus den venezianischen Besitzungen in Griechenland, aus Nafplio, Hauptstadt von Morea und zum Teil aus Albanien in der Nähe von Durrës.
In der Schlacht bei Fornovo (1495) in der Nähe von Parma standen die französischen Truppen den grausamen und unermüdlichen Balkanreitern, den Stratioten, zum ersten Mal feindlich gegenüber. Die Schlacht wurde zwischen den Armeen der antifranzösischen Heiligen Liga und der französischen Armee von Karl VIII. ausgetragen. Der Oberbefehlshaber der alliierten Truppen war Gianfrancesco II. Gonzaga, Markgraf von Mantua, Generalkapitän von Venedig. Mit seinen fast 25.000 Männern (von denen ungefähr 5000 im Sold von Mailand standen; alle anderen, einschließlich eines Kontingents von fast 2000 Stratioten in dem von Venedig; während die Franzosen insgesamt ungefähr 11000 Soldaten hatten) fühlte er sich stark und forderte die eindringende Armee im freien Feld heraus, anstatt ihnen die Apenninübergänge zu versperren.
Der Schlachtplan, den der italienische Kommandeur mit Hilfe seines veteranen Onkels Ridolfo ausgearbeitet hatte, war sehr komplex und beruhte auf ein koordiniertes Vorgehen mehrerer Truppenstellungen, die durch ein gleichzeitiges Angreifen die Armee von Karl VIII. hätten zerbrechen und in Verwirrung bringen sollen. In der Zwischenzeit sollten die Stratioten den Feind umgehen und sich dann „wie Adler“ von den Hügeln auf die französische Vorhut stürzen, was zu weiteren Unruhen unter den feindlichen Truppen führen und die Gegner hindern sollte, über die Hügel fliehen zu können. Der italienische Plan geriet jedoch von Anfang an in eine Krise, sowohl aufgrund der starken Regenfälle, die die Wasser des Flusses Taro angeschwollen hatten, als auch wegen der Schwierigkeit der Koordinierung zwischen den verschiedenen Kolonnen und den verschiedenen Abteilungen. Außerdem bewiesen die Stratioten Disziplinlosigkeit und Habgier: nachdem sie ihr erstes Ziel erreicht hatten und der Mailänder Kavallerie ermöglichten, sich gegen die französische Vorhut durchzusetzen, zogen sie sich aus dem Kampf zurück, plünderten den feindlichen Tross und stahlen einen Großteil der von den Franzosen während ihrer Kampagne angehäuften Beute, womit das ursprüngliche Ziel der Umzingelung der feindlichen Truppen zunichtegemacht wurde.
Ein Augenzeuge der Schlacht von Fornovo, Philippe de Commynes, beschrieb die Episode in seinen Memoiren folgendermaßen: „Sie schickten einen Teil ihrer Stratioten, Armbrustschützen zu Pferd und einige bewaffnete Männer einer Straße entlang, die sehr bedeckt war. Nachdem sie den Fluss überquert hatten und ins Dorf kamen, überfielen sie unseren Tross, der sehr groß war.“ Außerdem „töteten die Stradioten einen französischen Edelmann, Namens Leboeuf, schnitten ihm den Kopf ab, und brachten ihn triumphierend auf der Fähnleins-Spitze einer Lanze ihrem Provveditore [Vorgesetzter], um sich dafür einen Dukaten bezahlen zu lassen.“ Kurz nach der Rückkehr in die Heimat nahm König Karl VIII. 400 Stratioten in seinen Sold. (Siehe oben: Republik Venedig)
Als Ludwig XII. im Jahre 1507 gegen die Genuesen zu Feld zog, warb er 2000 Stradioten an. Nachdem Ludwig die Stadt unterwarf, widmete der damals in Genua lebende französische Dichter Clément Marot den Stratioten einige Verse:
Sie führen die Klingen wie Ritter,

Sie schwingen ihr Banner und reiten so schnell,

Während der Hugenottenkriege (1562–1598) kämpfte die albanische Reiterei auf der Seite der Armee der Könige von Frankreich.

### Spanien

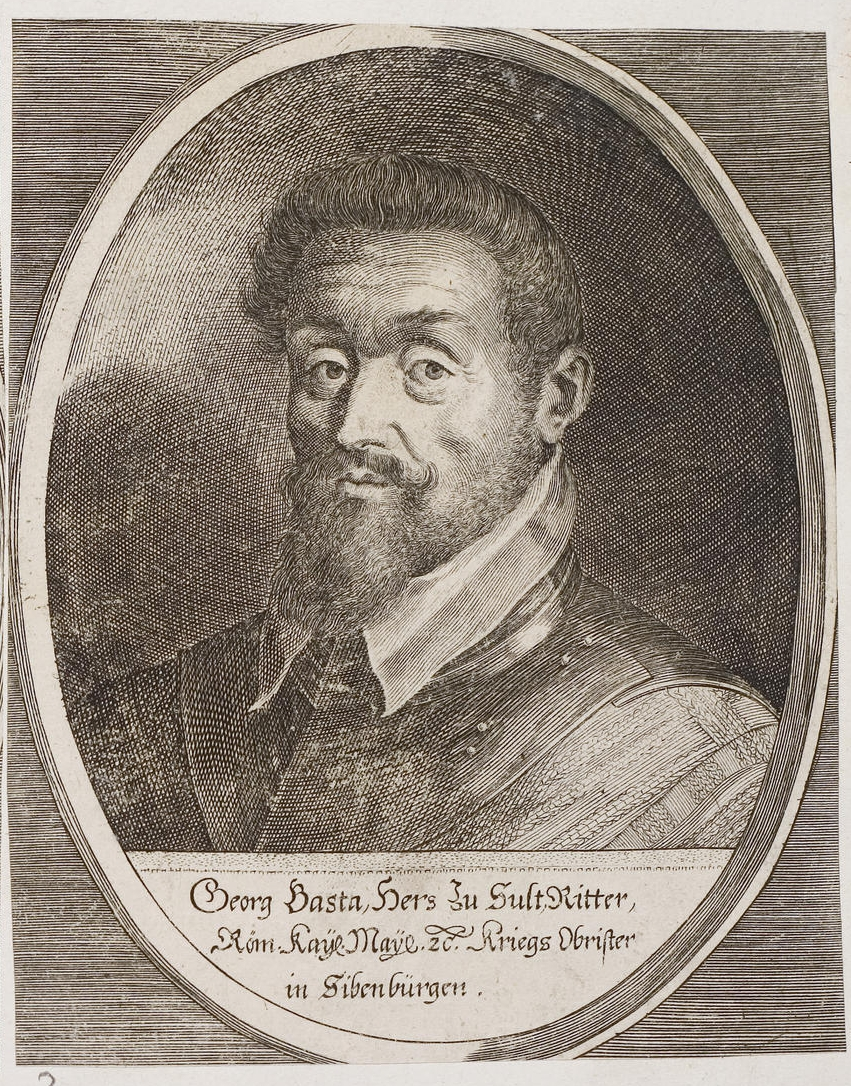
Giorgio Basta

Seitdem Spanien und Neapel in der ersten Hälfte des 16. Jahrhunderts durch Karl V. mit dem Heiligen Römischen Reich verbunden waren, wurden Stratioten bald nicht nur in Italien, sondern auch in Deutschland, in der Picardie und in den Niederlanden für die spanischen Habsburger eingesetzt.
Stratioten wurden auch im Tunisfeldzug (1535), in der Schlacht von Ceresole (1544), in der Eroberung von Mahdia (1550) und in der Seeschlacht von Djerba (1560) eingesetzt.
Unter denjenigen, die sich im habsburgischen Dienst auszeichneten und zu Rittern des Heiligen Römischen Reiches wurden, waren die Kapitäne Giacomo Diassorino, Giorgio Basta, die Brüder Vassilicò und der gefürchtete Mercurio Bua.

### Spanische Niederlande
Während des Spanisch-Niederländischen Krieges hatte die spanische Armee in Flandern in den 1570er Jahren mit Speeren bewaffnete albanische Stratioten und 1576 gab es albanische Stradioten in Brüssel. Während des zwölfjährigen Waffenstillstands in der Zeit von 1609 bis 1621 befand sich Teodoro Paleologo (* Pesaro 1578 ca.; Clifton, Landulph, Cornwall 1636) im Sold der Engländer in den Niederlanden.

### Großbritannien
Auch in Großbritannien unter Heinrich VIII. wurden während der Anglo-Schottischen Kriege (1514–1541) und der Belagerung von Boulogne (1544) Einheiten von griechisch-albanischen Stratioten unter den griechischen Kapitänen Thomas Buas von Argos, Theodore (oder Theodoros) Luchisi und Antonios Stesinos eingesetzt. Ersterer wurde Oberst und Kommandeur der in Garnison liegenden 550 Stratioten im damaligen englischen Calais.
Im englischen Bürgerkrieg (1642-1651) zwischen den Royalisten und Parlamentariern kämpften die Brüder Teodoro (* 1609) und Giovanni Palaiologos (* 1611) als hochrangige Offiziere gegeneinander für beide Parteien. Gräber der Palaiologos befinden sich in der Pfarrkirche St. Leonard und St. Dilpe in Landulph, Cornwall, in der Westminster Abbey in London und auf der Insel Barbados.

### Heiliges Römisches Reich

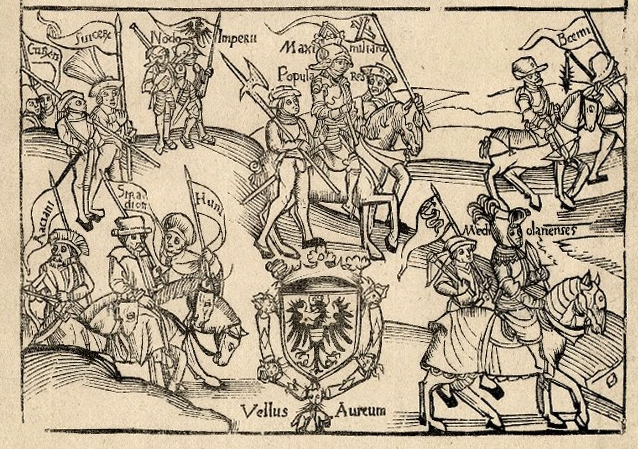
Raciani, Stradioti, Huni als leichte Kavallerie unter den vielen Kriegsvölkern (Böhmen, Mailänder, Schweizer etc.), die Kaiser Maximilian I. zur Heerfolge verpflichtet sah

Im Krieg des Heiligen Römischen Reiches gegen die Republik Venedig erlitten die kaiserlichen Truppen unter Paul Sixt I. von Trautson am 2. März 1508 in der Schlacht bei Cadore eine schwere Niederlage. Die auf der Seite Venedigs kämpfenden Stradioten, eine schnelle und besonders gefürchtete Truppe leichter Reiter, köpften viele der kaiserlichen Truppen, wofür sie Kopfgeld erhielten, für jeden Kopf einen Dukaten. Nach diesem Erlebnis warb auch Kaiser Maximilian I. Söldner an. Gesucht wurden wegen ihrer besonderen Tüchtigkeit neben den deutschen Landsknechten, Söldner aus dem Königreich Böhmen, aber auch 400 griechisch-albanische Stratioten. Der Kaiser schätzte die Stratioten und hielt sie sogar vereinzelt in seiner Garde.

### Erzherzogtum Österreich
Als Kaiserin Maria Theresia nach dem Tod ihres Vaters Karls VI ihre westlichen Länder im Österreichischen Erbfolgekrieg gegen Preußen und Frankreich im Krieg verteidigen musste, setzte sie albanische Stratioten ein.

## Nennenswerte Stratioten

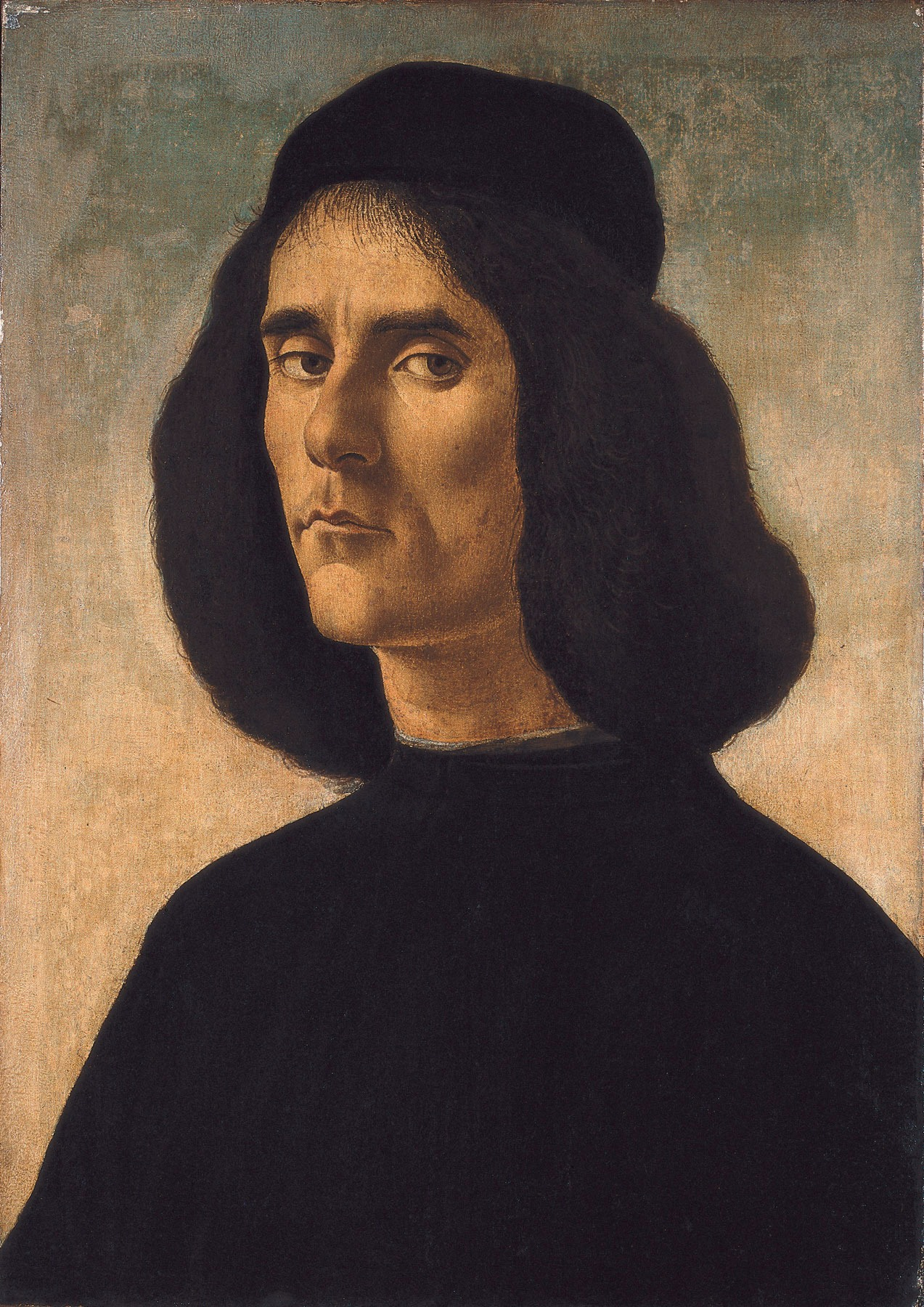
Porträt des Michael Tarchaniota Marullus von Sandro Botticelli, um 1496

- Giorgio Basta (* 30. Januar 1550[115] in Rocca in der Provinz Tarent; † 26. August 1607[116] in Wien oder 20. November 1607 in Rocca bei Tarent)[117]
- Mercurio Bua (* 1478 in Nafplio; † 1542 in Treviso); erhielt Titel von den spanischen Habsburgern, Venezianern und Franzosen[3]
- Giacomo Diassorino, (* 16. Jahrhundert auf Rhodos); diente in der Armee von Karl V. in Italien und in Frankreich.[118]
- Krokodeilos Kladas (1425–1490)
- Lazzaro Mattes (oder Lazaro Mathes), Giovanni Mathes und Angelo Mathes (Söhne von Lazzaro)
- Graitzas Palaiologos (1429–1492) aus der Familie der Palaiologen
- Costantino Paleologos, Manoli Paleologo.[119]
- Matthäus Spandounes (oder Spadugnino), ein Stradiot, dessen Heldentaten ihm den Titel „Graf und Ritter des Heiligen Römischen Reiches“ brachten.[120]
- Michael Tarchaniota Marullus (* 1453 wahrscheinlich in Konstantinopel; † 12. April 1500 in Volterra), humanistischer Gelehrter, lateinischer Dichter und Soldat griechischer Herkunft.[121]
- Giacomo Vassilicò (* 16. Jahrhundert); Cousin von Giacomo Diassorino; Stratiotenkapitän in der Armee von Karl V. in Italien und in Frankreich[122]